# Talbot
Pour les articles homonymes, voir Talbot (homonymie).
 (avril 2016).
Si vous disposez d'ouvrages ou d'articles de référence ou si vous connaissez des sites web de qualité traitant du thème abordé ici, merci de compléter l'article en donnant les références utiles à sa vérifiabilité et en les liant à la section « Notes et références ».
Talbot est un constructeur automobile français d'origine anglaise. La branche française, devenue indépendante grâce à Anthony Lago, fut vendue à Simca en 1958. Rachetée par Peugeot à Chrysler Europe en 1978, la marque fait partie du patrimoine de Stellantis depuis 2021.

## Histoire

### De Clément-Talbot à Talbot-Lago

Clément-Talbot 4 CT de 1903 (London to Brighton VCR 2011).

En 1903, Adolphe Clément (Clément-Bayard) et Charles Chetwynd-Talbot (président du British automobile commercial syndicate et 20e comte de Shrewsbury and Talbot) fondent Clément-Talbot pour monter en Angleterre les automobiles Clément-Bayard françaises.
En 1919, la firme fut rachetée par la filiale anglaise de la firme française Darracq pour former la Clément-Talbot-Darracq Ltd puis, après avoir racheté Sunbeam, la STD Motors Ltd (Sunbeam-Talbot-Darracq, le nom de Clément étant abandonné). C'est à partir de 1920 que les voitures Darracq vendues en France prennent la marque Talbot-Darracq.
Dès 1921, la marque s'engage dans la compétition automobile. Entre 1921 et 1923, elle remporte les trois dernières éditions de la Coupe Internationale des Voiturettes du Mans, avec la Talbot-Darracq 1500 à double arbre à cames en tête qui va aussi gagner à Brooklands le Junior Car Club 200 mile en 1921 (une épreuve où Talbot va dominer la concurrence à cinq reprises). Henry Segrave est l'un des principaux artisans des victoires de la première moitié des années 1920 (200 miles 1921, 1925, 1926, GP de Boulogne 1923, de Provence 1925 et 1926).

En 1922, les automobiles Talbot-Darracq deviennent des « Talbot ». Celles-ci existent en versions 15 CV (quatre-cylindres) et 24 CV (V8 et freinage sur les quatre roues), des voitures haut de gamme succédant aux Darracq sans soupapes. Depuis le salon de Paris 1921, une populaire 10 CV à soupapes en tête s'ajoute équipée d'une boîte de vitesses à quatre rapports en 1926.

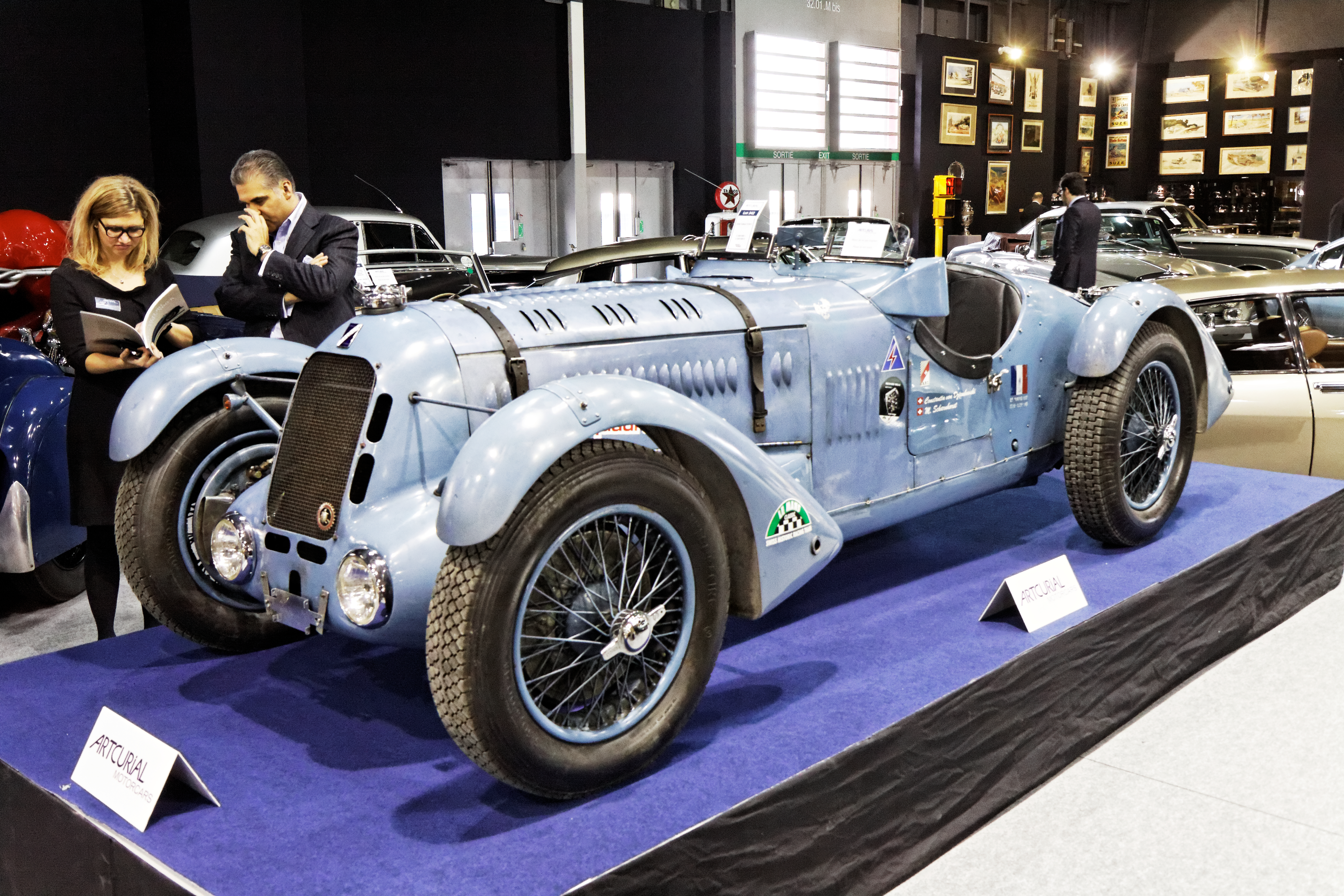
Un modèle T150C (des 24 Heures du Mans 1936).

Au salon 1925, un moteur à six cylindres apparaît qui remplacera le bloc à quatre-cylindres en 1927. Cette année-là, la marque abandonne officiellement la compétition après la victoire d'Albert Divo au Grand Prix de l'A.C.F. (Formula Libre, l’ACF Free For All Race) avec la huit-cylindres 1500 de course à double arbres à cames en tête. Celle-ci continue cependant encore à s'illustrer en Italie en 1928 (Coppa Montenero et Circuito stradale del Mugello avec Emilio Materassi, ainsi que Circuito di Cremona avec Luigi Arcangeli) et 1929 (Grand Prix de Tripoli et Circuito stradale del Mugello avec Gastone Brilli-Peri). Sur les voitures particulières, les roues avant deviennent indépendantes au salon 1932, dispositif généralisé en 1933.

Début 1934, l'ingénieur italien Anthony Lago - baigné dans la culture britannique par son séjour à Londres - reprend à son compte la firme alors en difficulté avec la volonté de la moderniser. Ainsi, sortirent des voitures sportives alliant le style britannique et l'innovation française sous la marque Talbot-Lago. En 1937 Gianfranco Comotti s'impose au RAC Tourist Trophy, et Louis Chiron au Grand Prix automobile de France (triplé Talbot-Lago avec la T150C, qui place en outre quatre voitures dans les cinq premiers). Chiron récidivera en 1947 et 1949 pour la marque française.

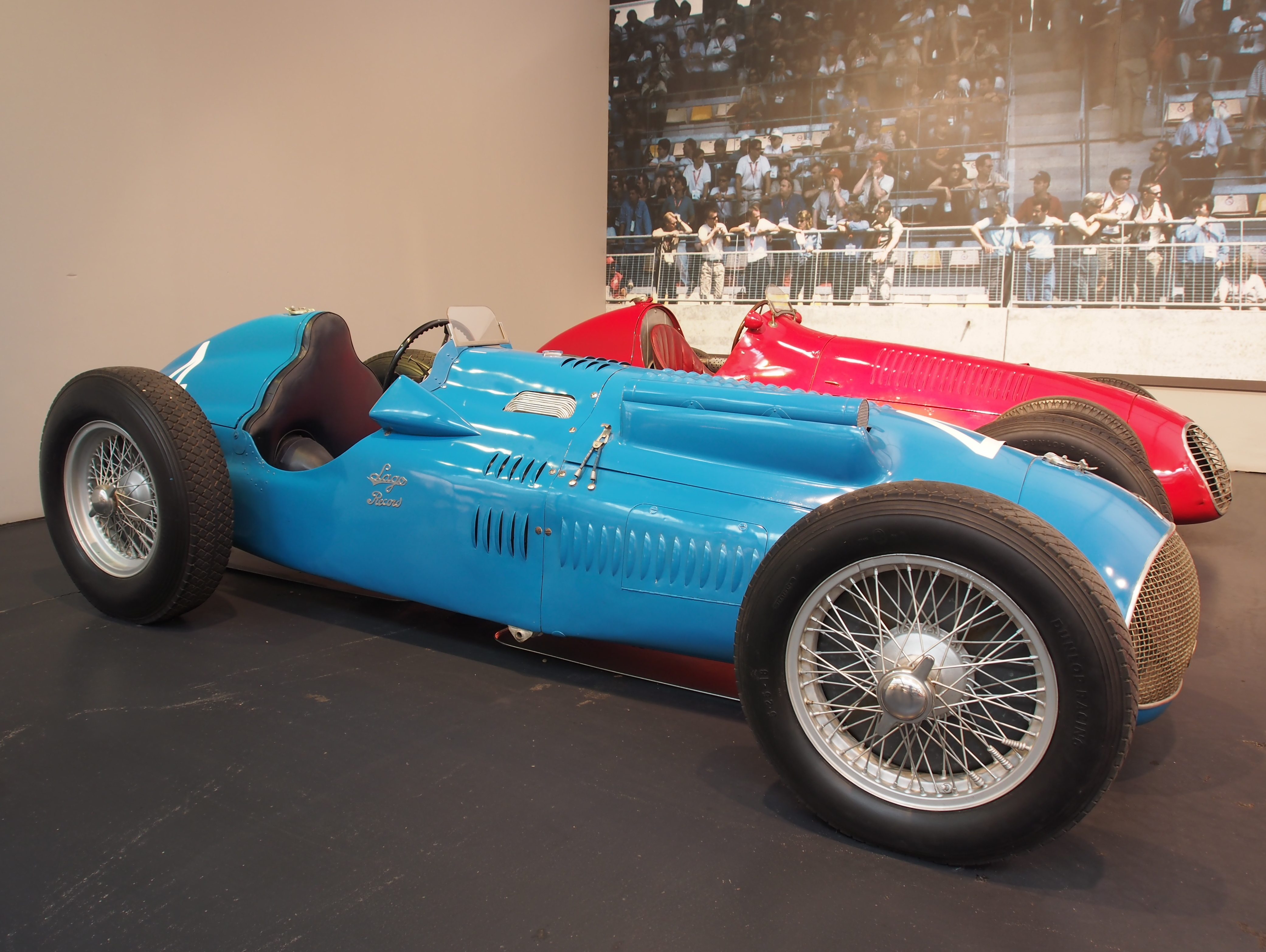
Talbot T26C (1949).

Jusqu'en 1939, au sein de la vaste nouvelle gamme combinant moteurs et carrosseries, le châssis le plus sportif équipe la Baby. Le radiateur caractéristique avec la calandre biseautée est de retour et la boîte de vitesses pré-sélective Wilson est en option sur la plupart des Talbot-Lago.
À partir de 1936, le modèle d'exception est la T150 C dans ses variantes Lago Spécial et Lago SS (Super Sport). Celles-ci recevront des carrosseries hors série comme la célèbre berlinette « Goutte d'eau » de Figoni & Falaschi.
En Grande-Bretagne, la Sunbeam-Talbot 2 Litres est commercialisée entre 1939 et 1948. Elle utilise le moteur de la Hillman 14.
En 1946, la fabrication de modèles à moteur à deux arbres à cames débute à l'usine de Suresnes.

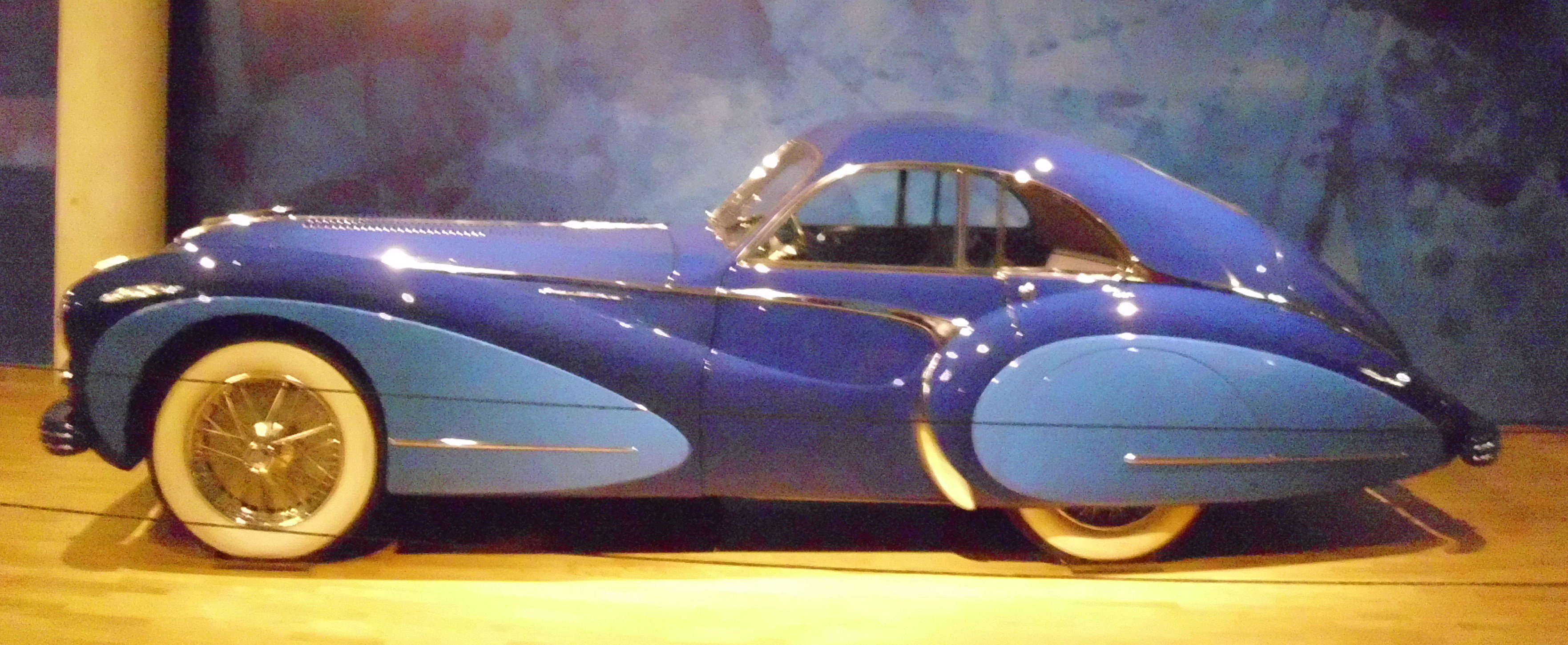
Talbot Lago Grand Sport (1948).

En 1949, la marque est victorieuse au Grand Prix de Belgique et au Grand Prix de France face à Ferrari et à Maserati grâce à la monoplace T26 C 4,5 L qui courra jusqu'en 1951 : elle sera ainsi le premier constructeur français à disputer le championnat du monde des pilotes de Formule 1. En 1950, Louis Rosier et fils remportent avec une T26 GS de 230 ch les 24 Heures du Mans. 1951 voit la victoire de l'équipage Gunnar Bengtsson - S.Zetterberg dans la fameuse course suédoise de rallye historique Midnattssolsrallyt (Le Rallye du Soleil de Minuit) sur T26 GS. Rosier père et Yves Giraud-Cabantous assurent la majorité des succès de la marque dans les quelques années après guerre.
En 1950, Vincent Auriol, président de la République, commande une décapotable Lago Record à quatre portes pour servir de voiture officielle.
Deux ans plus tard, apparaît au salon une nouvelle carrosserie pour le coupé Lago Grand Sport 6-cylindres de 4,5 litres. C'est alors le modèle le plus rapide de l'époque. À cause d'un prix de vente prohibitif, les ventes restent confidentielles.
Anthony Lago lance alors au salon 1955 un coupé Lago Sport 2500 à quatre cylindres 2,5 L  de 120 ch à châssis tubulaire, réplique en réduction du coupé 4,5 litres dessiné par Carlo Delaisse dont la production est arrêtée.

### De Simca-Talbot à Peugeot-Talbot

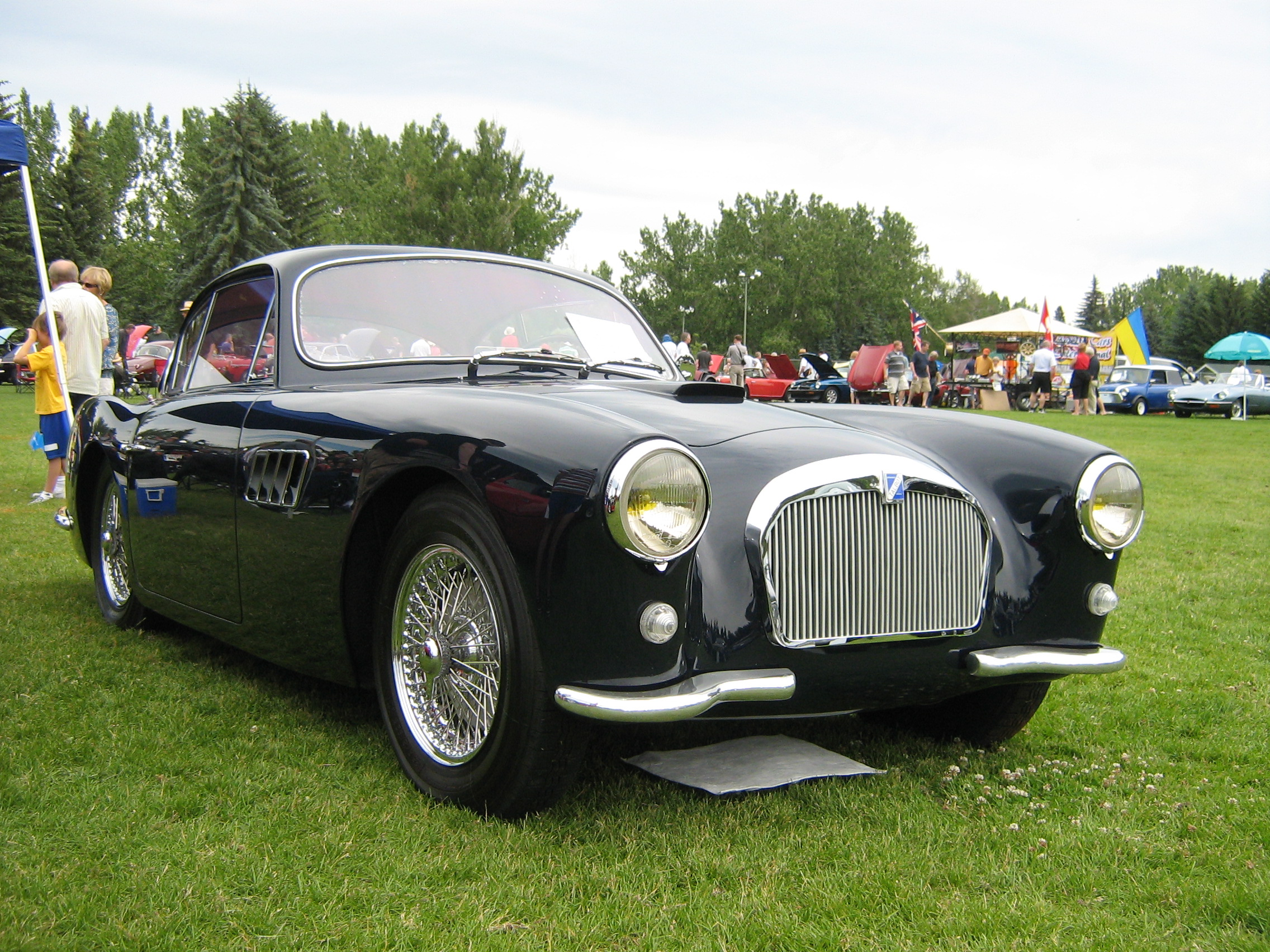
Talbot Lago America (1957).

À l'automne 1957, Talbot-Lago, qui connaît de plus en plus de difficultés, renonce à la production de ses moteurs. Il achète au constructeur munichois BMW un V8 de 138 ch SAE pour son coupé appelé désormais « Lago America » qui bénéficie d'une conduite à gauche. Mais le marché reste trop étroit et fin décembre 1958, Simca rachète la marque Talbot alors au bord du gouffre. Les tout derniers coupés América recevront le vieux moteur Ford V8 à soupapes latérales de 95 ch SAE de la Simca Vedette. En 1960, la marque est mise en sommeil.
Au cours des années 1960, Simca est peu à peu absorbée par le constructeur américain Chrysler pour finalement faire partie intégrante en 1970 du groupe Chrysler Europe qui comprend plusieurs marques européennes dont certaines en Grande-Bretagne (Hillman, Humber et Sunbeam).
En proie à des difficultés, Chrysler cède en août 1978 ses opérations européennes à PSA Peugeot-Citroën, notamment les usines de Poissy (France), Linwood, Ryton (Grande-Bretagne) et Madrid Villaverde (Espagne). Pour unifier les différentes marques européennes qui appartenaient alors à Chrysler Europe, dont Simca en France, le groupe Peugeot chercha dans l'éventail des marques figurant dans le portefeuille racheté, un nom qui serait connu à la fois en France et en Grande-Bretagne pour remplacer celui de Chrysler.

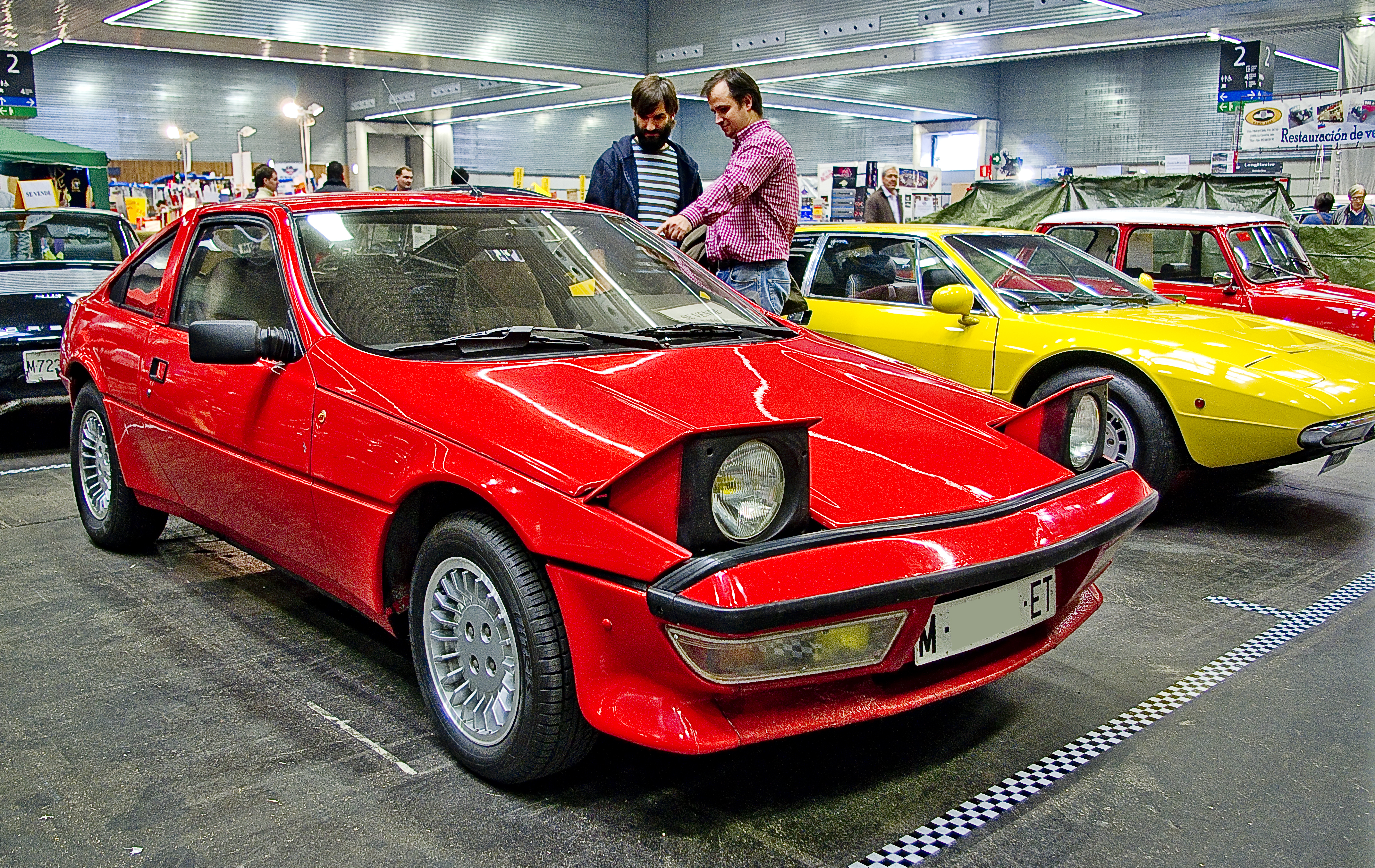
Talbot Murena (1982).

Ainsi, il exhuma le nom de « Talbot » à partir de juillet 1979 (accolé pendant un an à Simca en France) comme nouveau dénominateur commun de toutes les anciennes filiales de Chrysler et offrit une remise au goût du jour à tous les modèles en production, avec en première ligne, l'Horizon, qui connaissait alors un vif succès en France. La marque Talbot est relancée à grands frais en 1979, mais ce changement de nom perturbateur pour la clientèle, ajouté à un choc pétrolier, une crise économique, des grèves massives et des modèles vieillissants, va peu à peu la pénaliser, d'autant plus que la direction de PSA décide en 1981 de fusionner les réseaux de distribution Talbot avec ceux de Peugeot qui seront peu motivés pour vendre les ex-Chrysler-Simca. La Talbot-Matra Murena et la Talbot Tagora, lancées en 1980, ne trouveront pas leur public, malgré un modèle SX pour la Tagora (qui devient la voiture française de série la plus puissante avec son moteur V6 PRV 2,6 L développant 165 chevaux). La branche cycle du groupe Peugeot commercialise également des vélos Talbot dans les années 1980.
Malgré le demi-succès de la Samba lancée fin 1981 et de sa version cabriolet un an plus tard, une belle victoire de champion du monde des rallyes la même année et l'engagement en Formule 1 avec Ligier et le pilote Jacques Laffite, le résultat ne tardera pas à tomber : chute vertigineuse des ventes et des parts de marché de la marque. Ainsi, lorsque la remplaçante de l'Horizon doit être lancée en 1985 sous le nom de Talbot Arizona, PSA va préférer finalement la commercialiser sous le nom de Peugeot 309, tant l'image de marque de Talbot est devenue mauvaise. L'arrêt de mort de la firme au « T » cerclé est alors signé. Talbot va s'éteindre peu à peu, d'abord en France en 1986 puis en Espagne en 1987 avec l'arrêt de la Solara et de l'Horizon. En Grande-Bretagne, la marque vivra encore de façon étonnante jusqu'au milieu des années 1990, en commercialisant un unique modèle, l'Express, un utilitaire frère jumeau des Peugeot J5 et Citroën C25.

## Identité visuelle

1903 à 1908.
1908 à 1919.
1919 à 1954.
1954 à 1958.
1962 à 1977.
1979 à 1995

## Modèles produits

### Modèles Talbot-Lago
- Châssis court :
  - Minor (T4, 4 cylindres) ;
  - Junior 11 ;
  - Baby 2,7 litres (T15) ;
  - Baby 3 litres (T120) ;
  - T150 3 litres ;
  - Baby 4 litres (T150 C) ;
  - Lago Spécial (T150 C).

- Châssis extra-court :
  - Lago SS (T150 C) ;
  - Lago Grand-Sport (T26) ;
  - Lago Sport 2500 (T14 LS).

- Châssis normal :
  - Cadette 2 litres (T11) ;
  - Major 3 litres (T120) ;
  - Major 4 litres (T23) ;
  - Lago Record 4,5 litres (T26).

- Châssis long sept places :
  - Master 3 litres (T120) ;
  - Master 4 litres (T23).

Quelques modèles de collection :
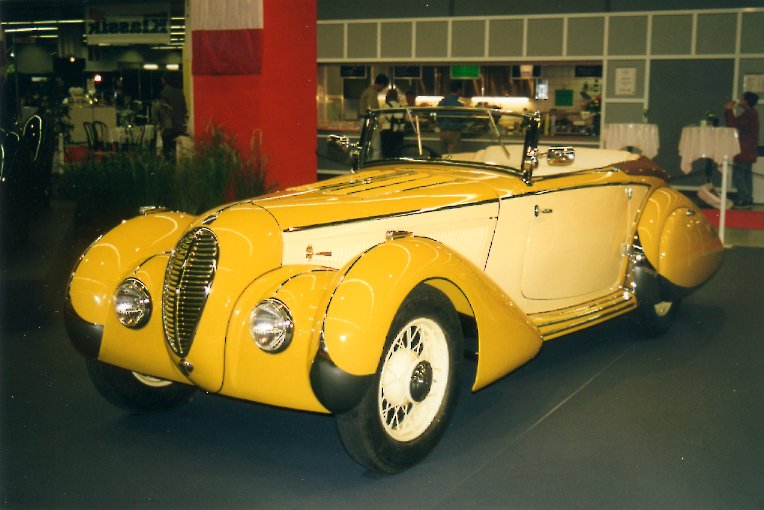
Talbot-Lago Baby 3 litres avec carrosserie hors série (1936).
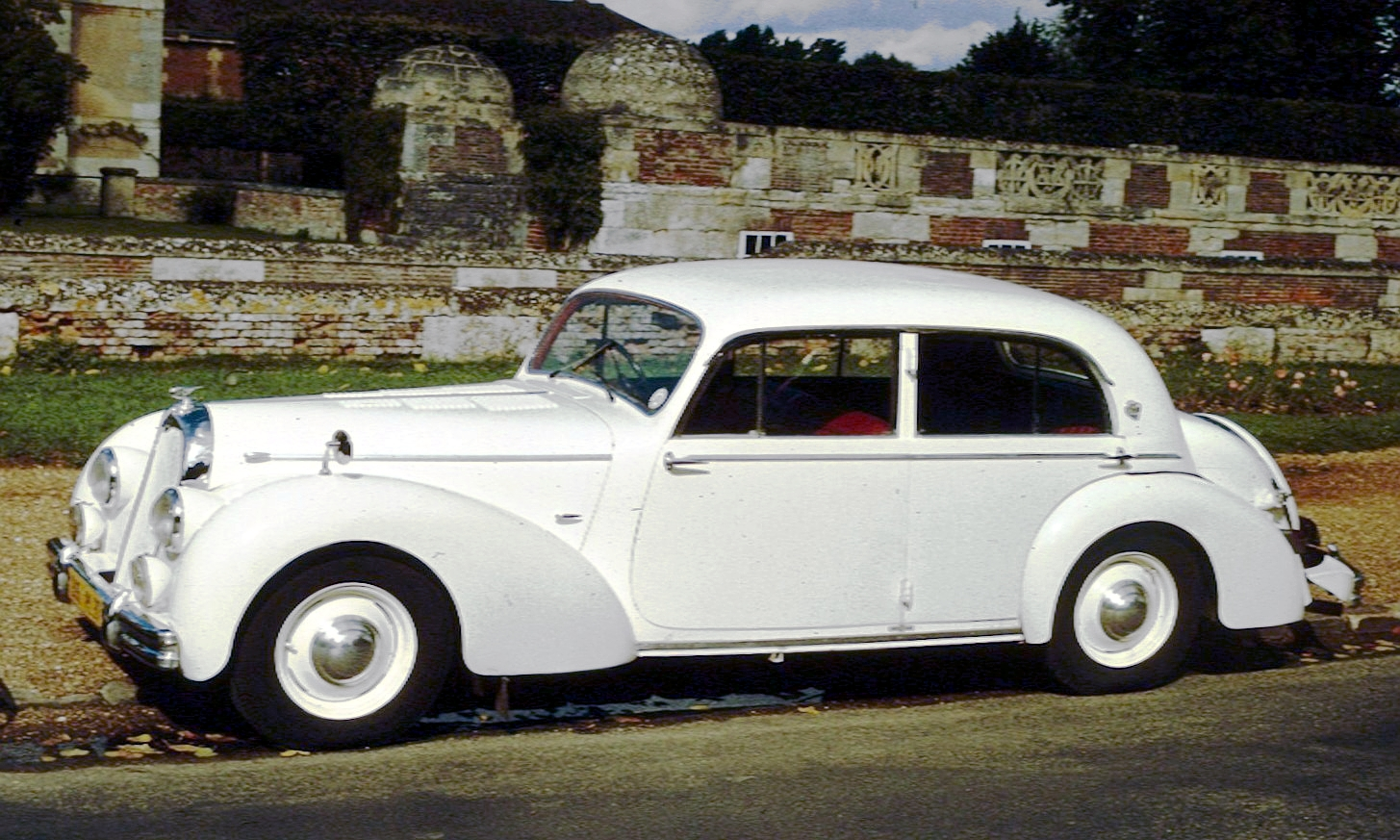
Talbot-Lago berline Record (1946).
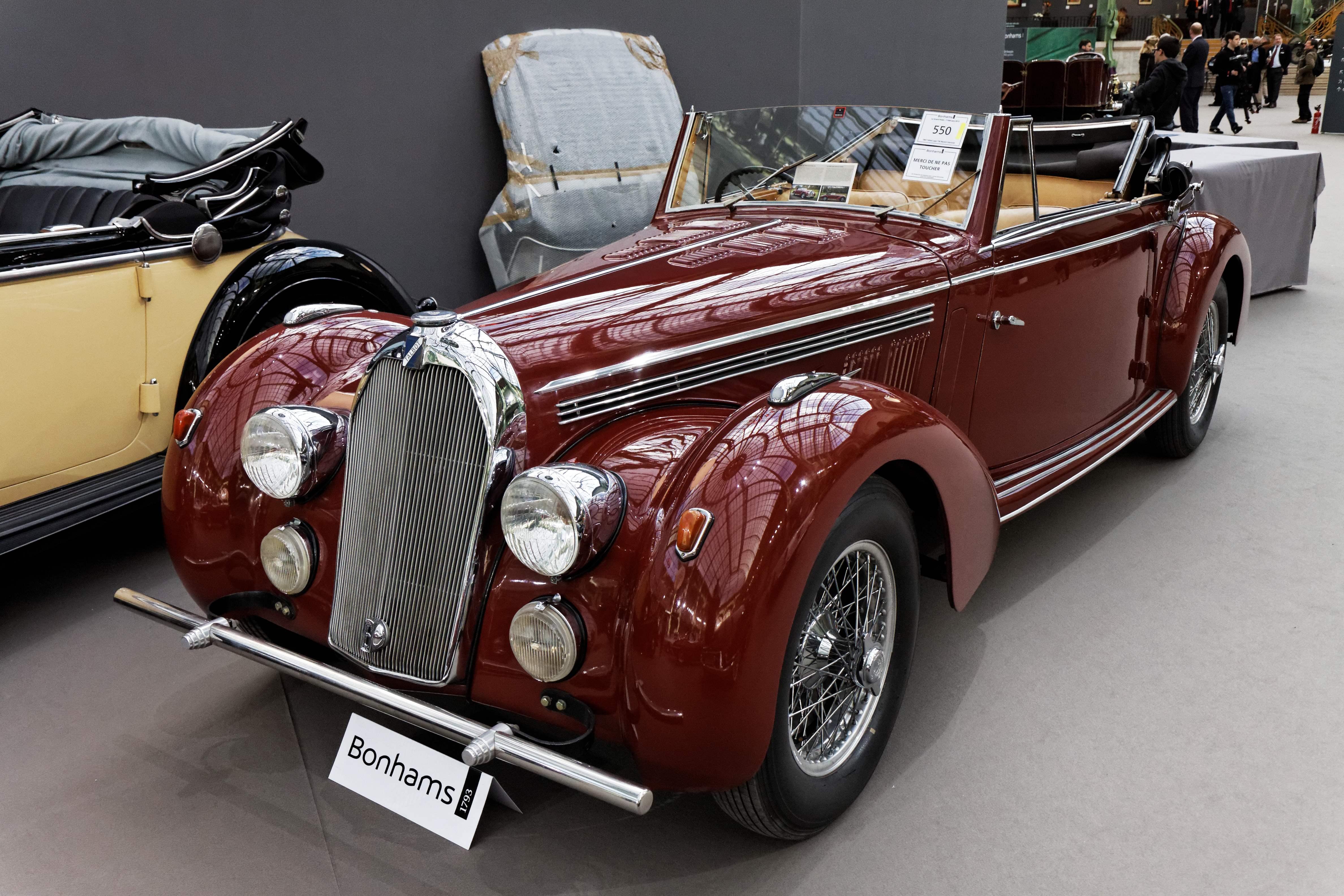
La Talbot Lago T26 Record cabriolet (1947).
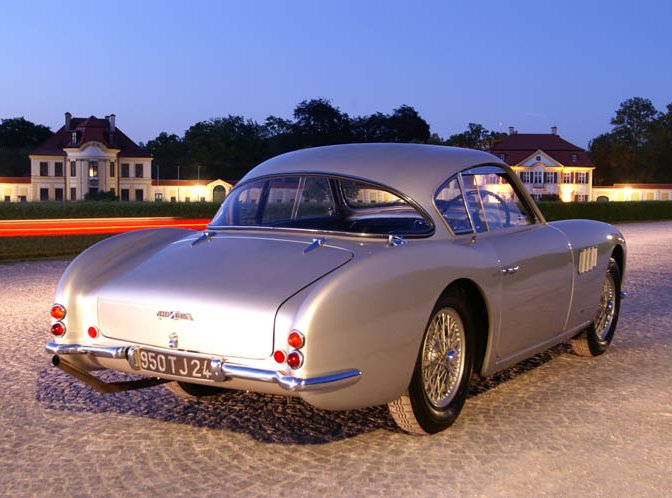
Coupé Talbot-Lago Sport 2500 (1955).
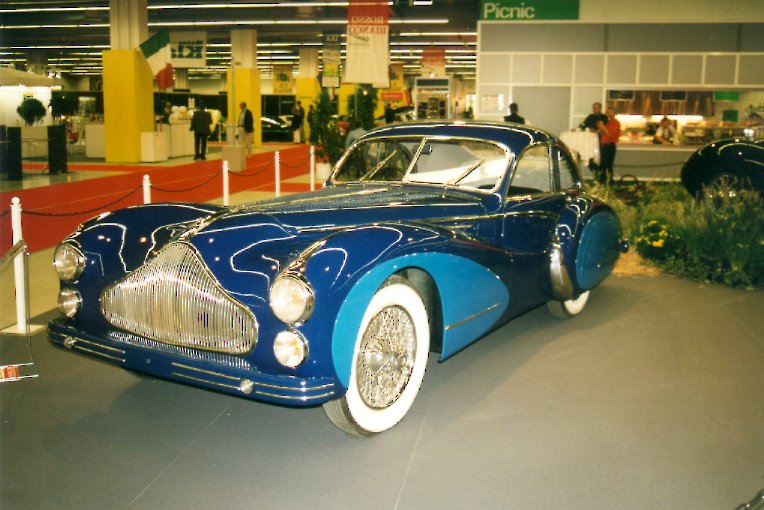
Coupé Talbot-Lago Grand Sport par Saoutchik (1948).
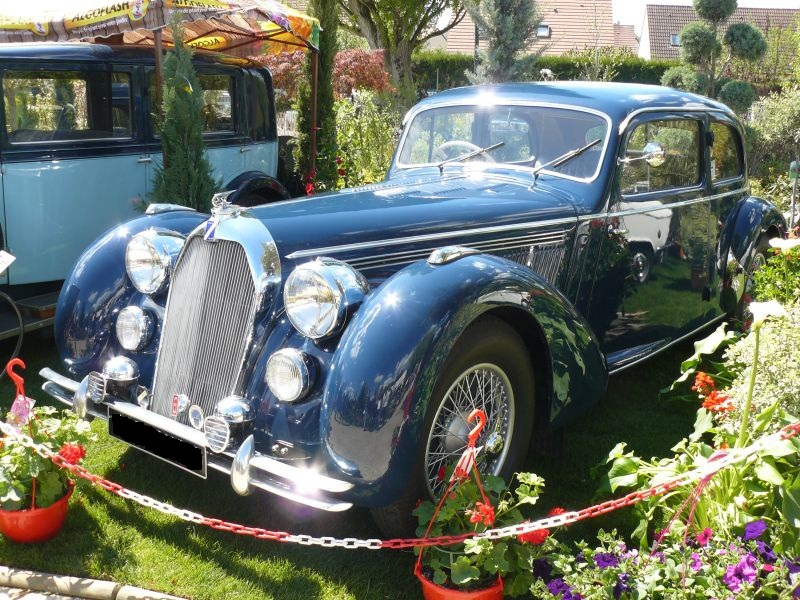
Talbot-Lago coach Record (1947).

### Modèles Chrysler Europe, rebadgés Talbot
- Simca 1100 (1967-1981), badgée Talbot à partir du millésime 1980
- Simca Horizon
- Chrysler 1610 / 2 litres (1979)
- Chrysler Avenger (en) (1979) (Hillman Avenger aux États-Unis)
- Chrysler Sunbeam (1977-1981) - versions sportives :
- Talbot Sunbeam Ti : présentée au British International Motor Show et au Mondial de l'automobile de Paris en 1978, elle a une base de Chrysler Avenger « Tiger » et une motorisation de 1 598 cm3 avec double carburateur Weber de 100 ch ;
- Talbot Sunbeam Lotus (Groupe 4, antérieurement dénommée Chrysler Simca Sunbeam Lotus, puis Talbot Simca Sunbeam Lotus)[6] : Chrysler Europe demande à Lotus et à son président Claudio Berro d'adapter l'une de ses motorisations sur une base de Sunbeam 1.6 GLS à pont arrière rigide pour créer un véhicule de rallye. La solution retenue est un 4-cylindres aluminium en ligne à 45° de 2 172 cm3 (version élargie du modèle 907 de 1 973 cm3) avec une culasse 16 soupapes pour un développement de 240 à 260 ch, une double carburation horizontale, et une vitesse de pointe de 196 km/h. L'accélération de 0 à 96 km/h est obtenue en 6,8 secondes, et celle de 0 à 160 km/h en 19,8 secondes[7]. Le projet sportif est maintenu par PSA Peugeot Citroën après son rachat de Chrysler en août 1978.

Dany Hindenoch est le secrétaire du comité Compétition Europe de Talbot. La voiture est mise au point en 1978 en Angleterre par Tony Pond (pilote-essayeur), révélée au salon international de l'automobile de Genève en avril 1979, et testée pour la première fois durant cette même année lors d'épreuves nationales par Pond au rallye du Pays de Galles (5e). Le Chrysler Compétition Centre d'une vingtaine de personnes est installé à Coventry et dirigé par l'irlandais Des O'Dell. David Lapworth est l'ingénieur principal, Paul White s'occupe de la logistique, John Daniels des pneumatiques (Dunlop, puis Michelin), et Bernard Unett est responsable technique. Andrew Cowan est pour l'instant premier pilote et dispute déjà des courses en RACMSA BORC. En France Jean Todt supervise le plus souvent l'unité du sud de Birmingham (West Highlands) alors que Bernard Fiorentino est directeur du service compétition Talbot-Simca à partir de l'été 1979, et Guy Fréquelin est embauché comme pilote en novembre de la même année. Les courses internationales arrivent en 1980 avec Henri Toivonen, aux rallyes nordiques hivernaux d'Arctique et du Hanki (sans le moteur Lotus dans ce cas-là). Les premiers modèles destinés au public sont en livrée noir et argent, les suivants pouvant être obtenus aux tons « pierre de lune » bleutée et argentée ou noire. 2 298 exemplaires, fabriqués de 1979 jusqu'à fin 1981, sont ainsi vendus, plus dix supplémentaires par Talbot pour la compétition en rallyes exclusivement.

Galerie des modèles rebadgés Talbot :
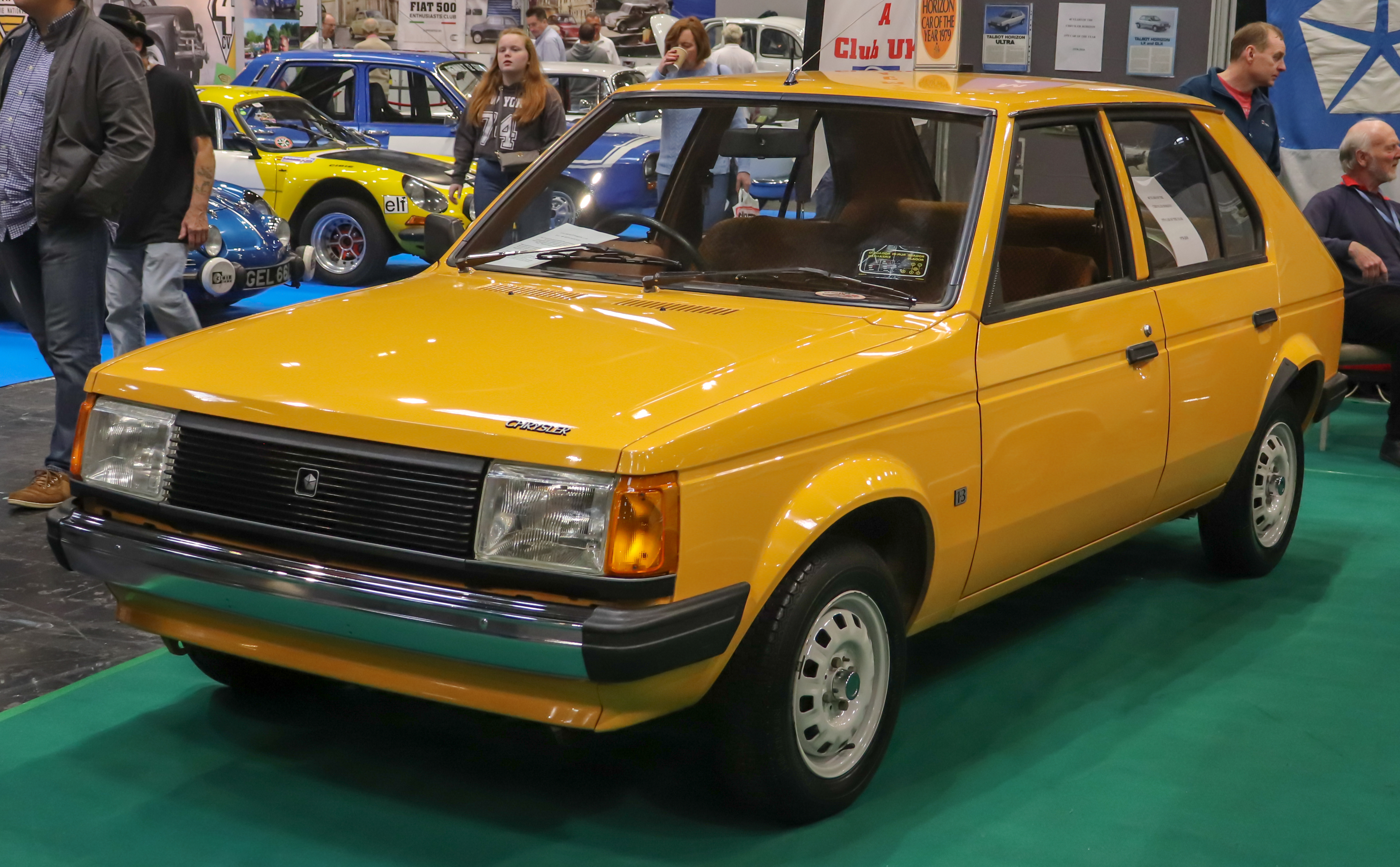
Simca Horizon GL (1978).
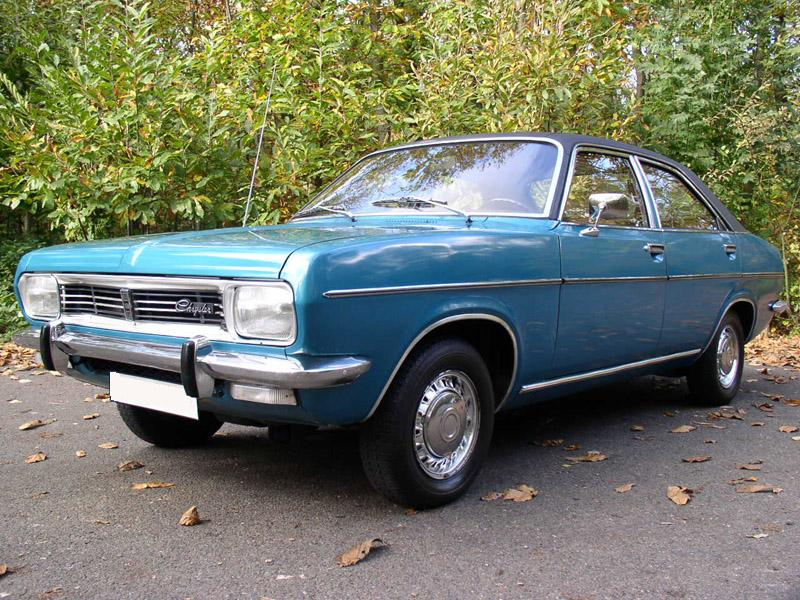
Chrysler 160.
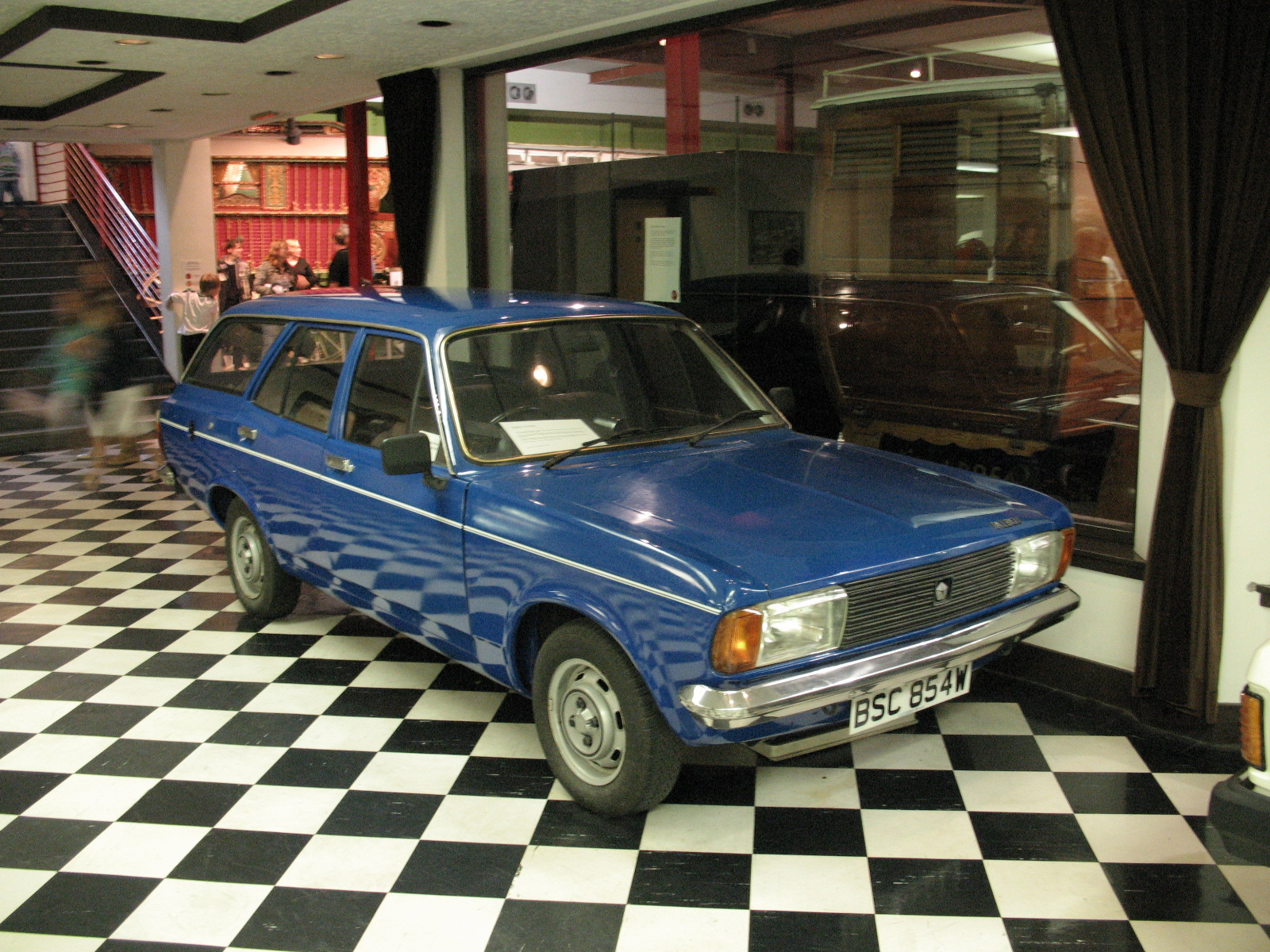
La Hillman Avenger (en) est introduite en 1970 et rebaptisée Chrysler Avenger en 1976, puis Talbot Avenger en 1979. Cette voiture est l'une des dernières produites à l'usine de Linwood en 1981.
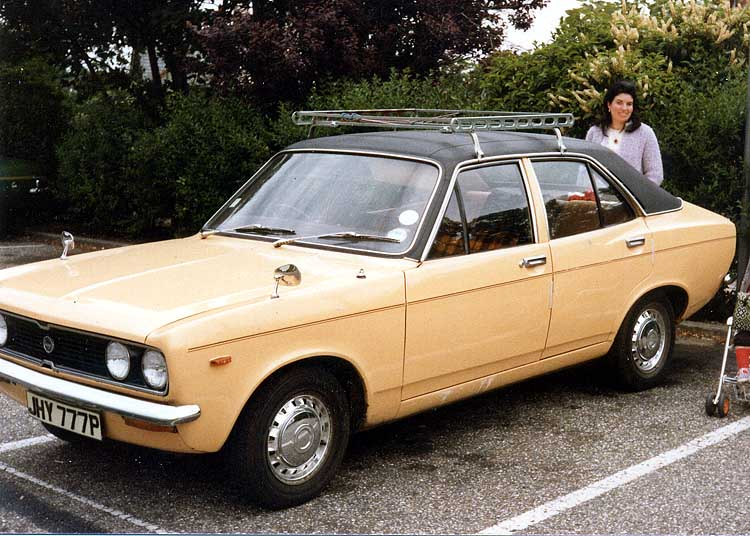
Hillman Avenger 1,6 L (1976).
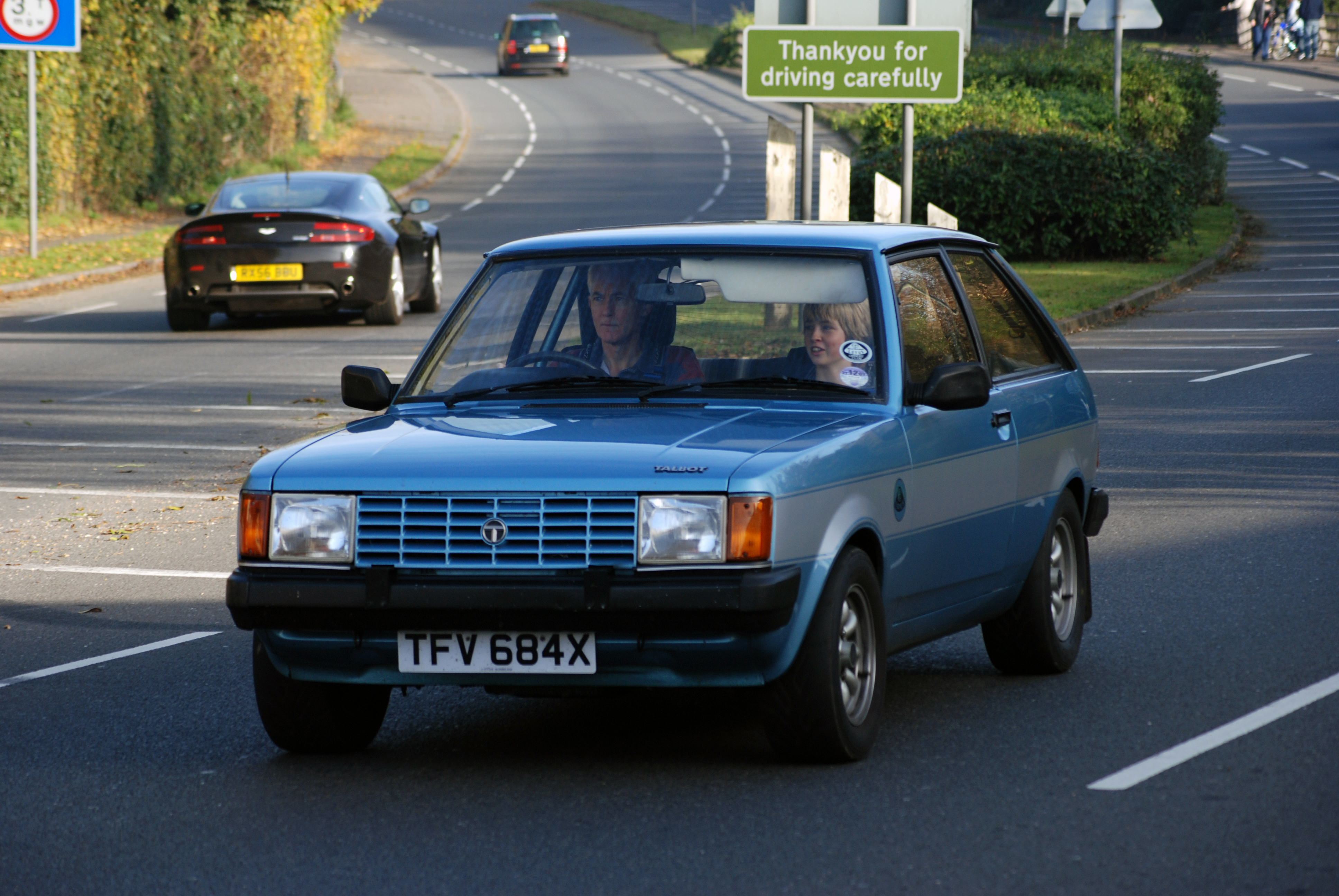
Talbot Sunbeam à Merstham (Royaume-Uni).
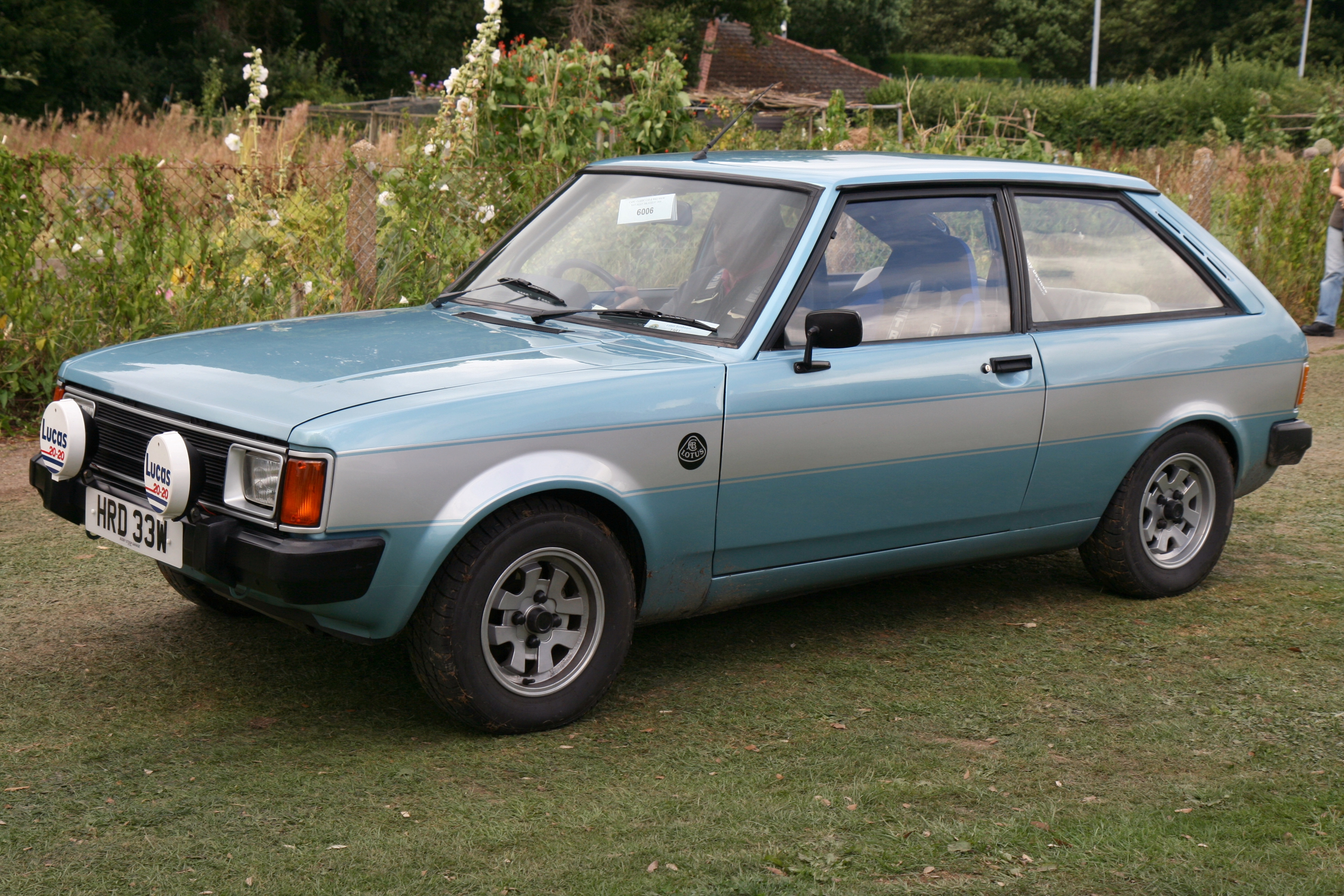
Talbot Sunbeam Lotus (1981).

### Modèles produits sous l'ère PSA
- Gamme basse :
  - Samba (1981-1986) ;
  - Samba cabriolet (1982-1986).

- Gamme moyenne basse :
  - Horizon (1977-1987) ;
  - Arizona (1985), prototype finalement commercialisé sous le nom de Peugeot 309.

- Gamme moyenne haute :
  - 1510 (1979-1982) ;
  - Solara (1980-1986).

- Gamme haute :
  - Tagora (1980-1983).

Galerie des modèles produits :
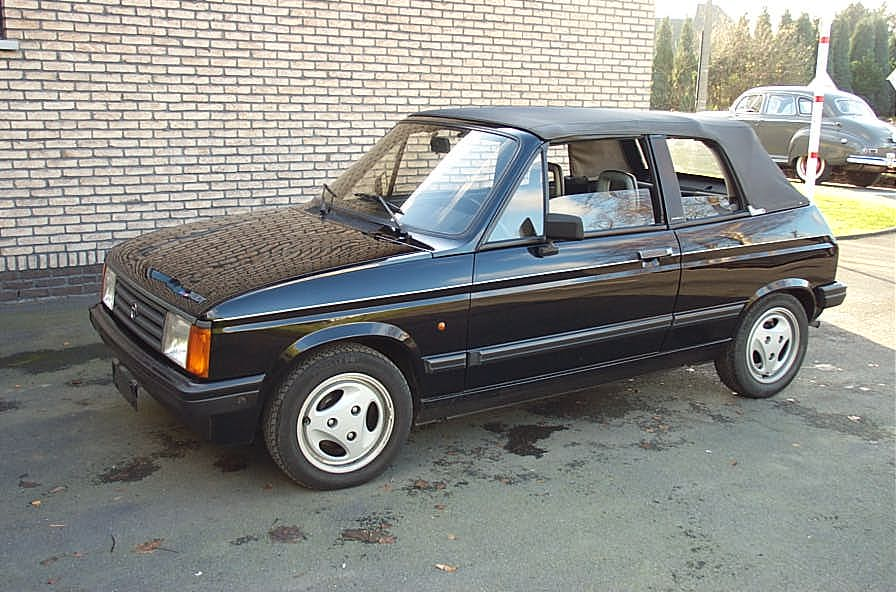
Cabriolet Talbot Samba (1984).
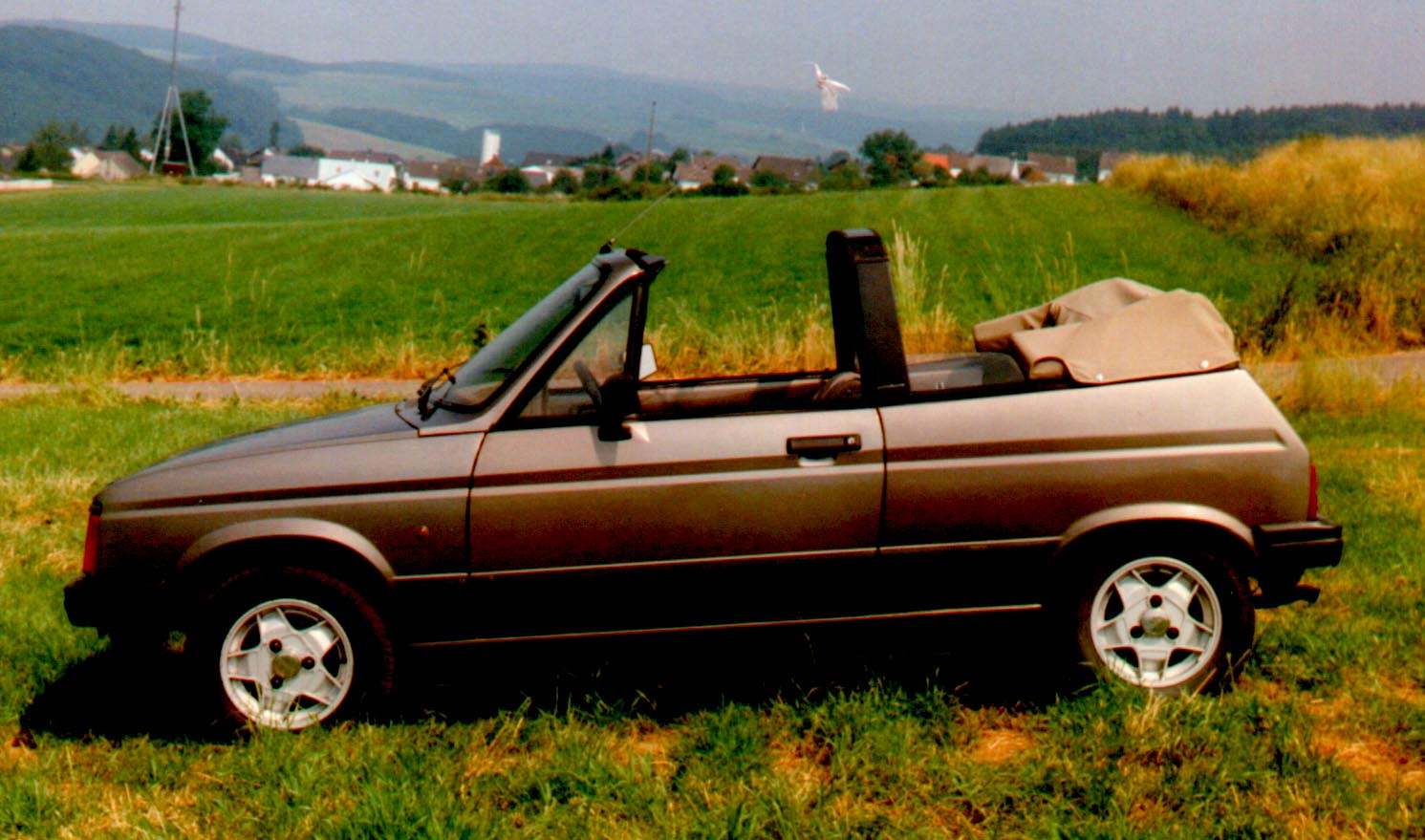
Cabriolet Talbot Samba (1982).
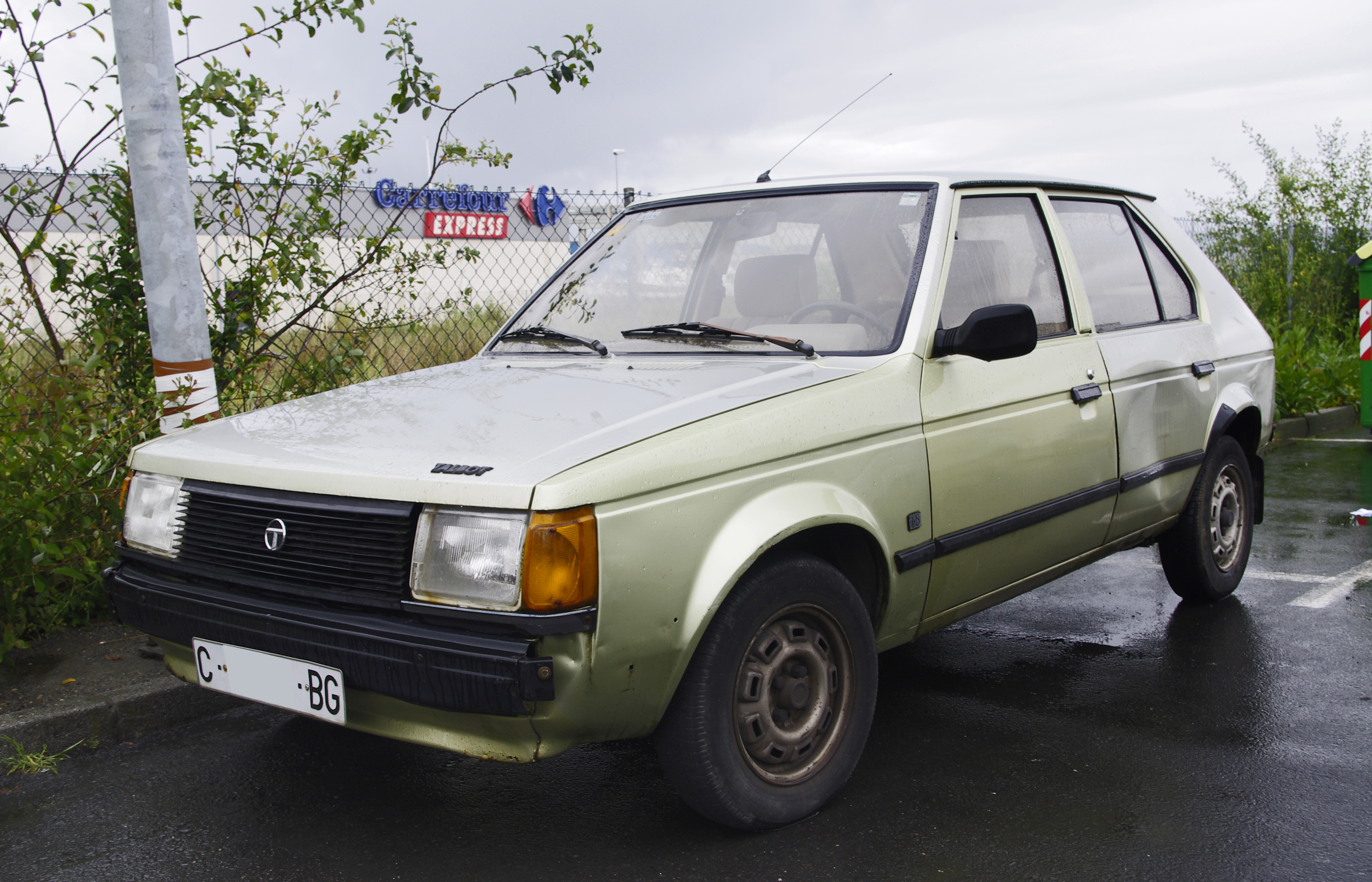
Talbot Horizon GL (1993).
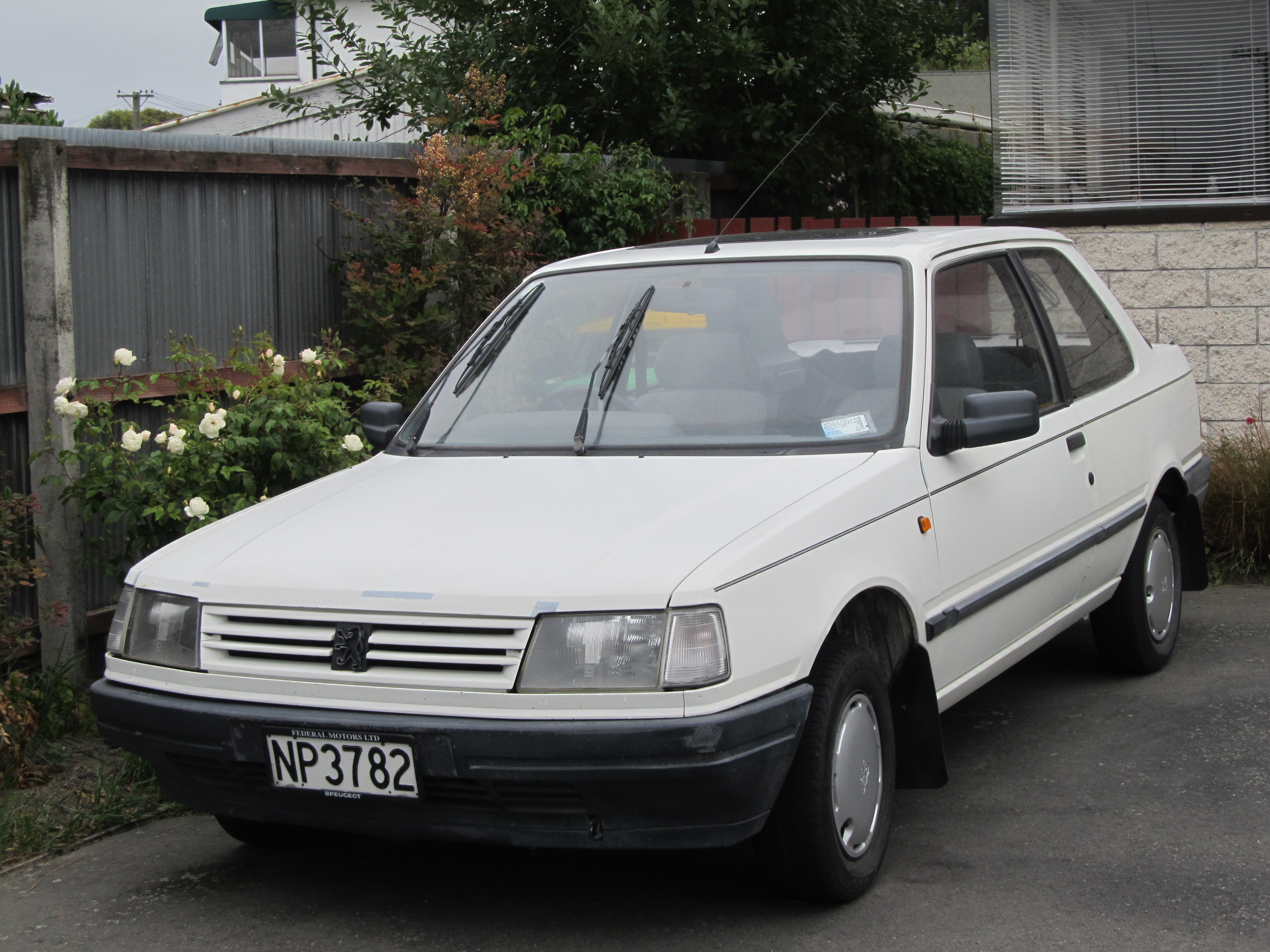
Peugeot 309 XL (1988).
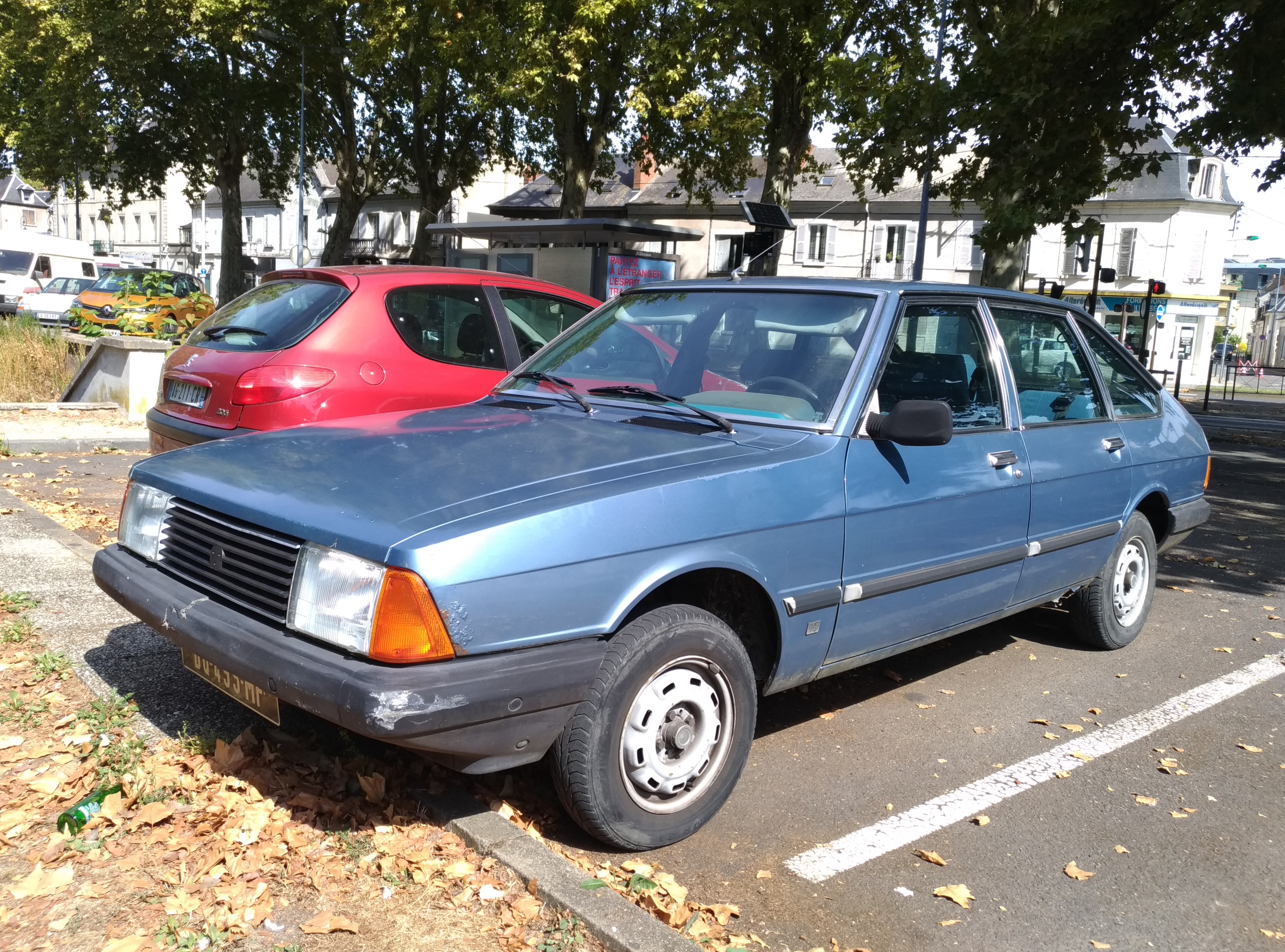
Bourges : Simca-Talbot 1510 (1.4 88 hp) de 1981.
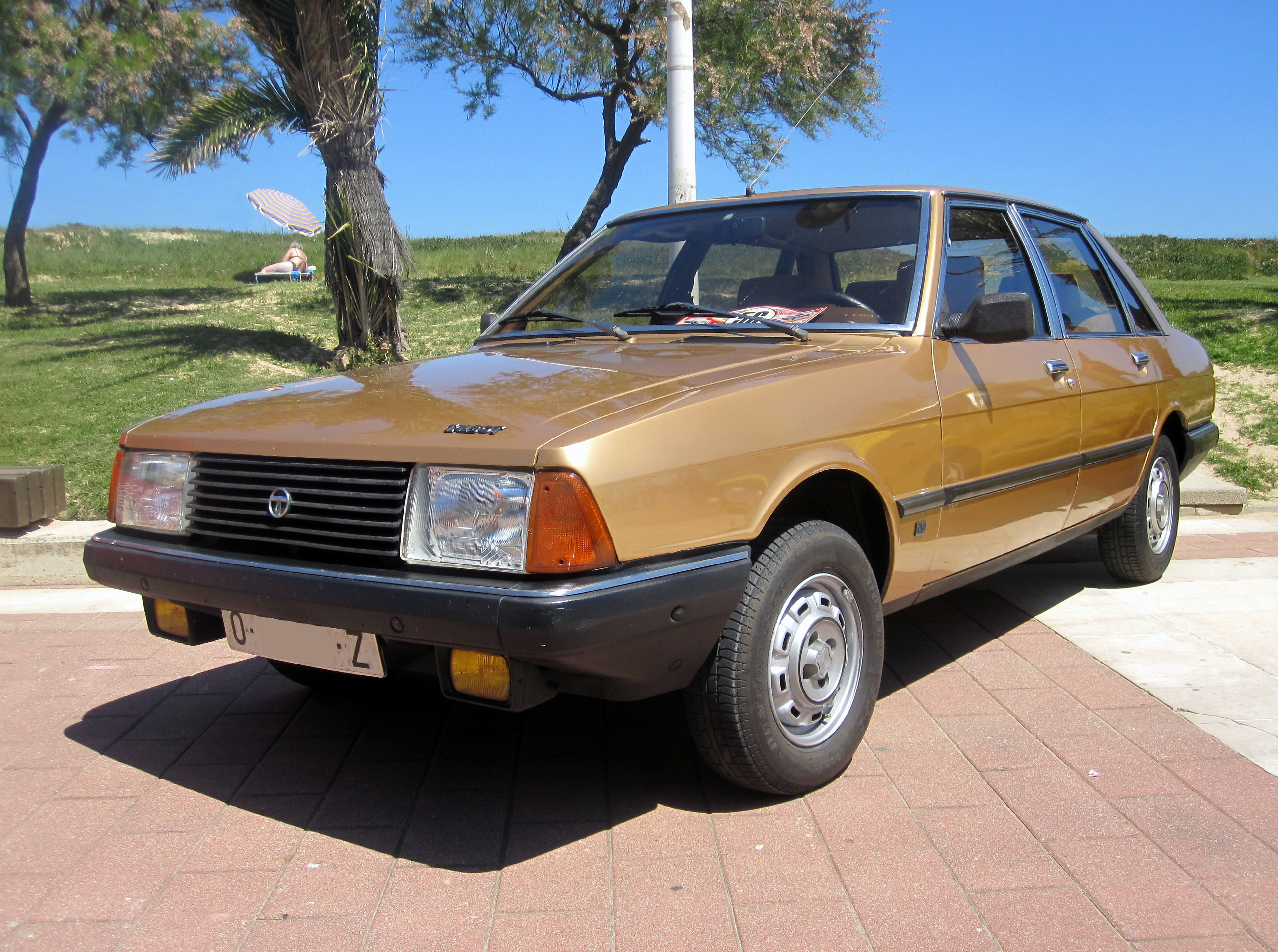
Talbot Solara SX de 1983.
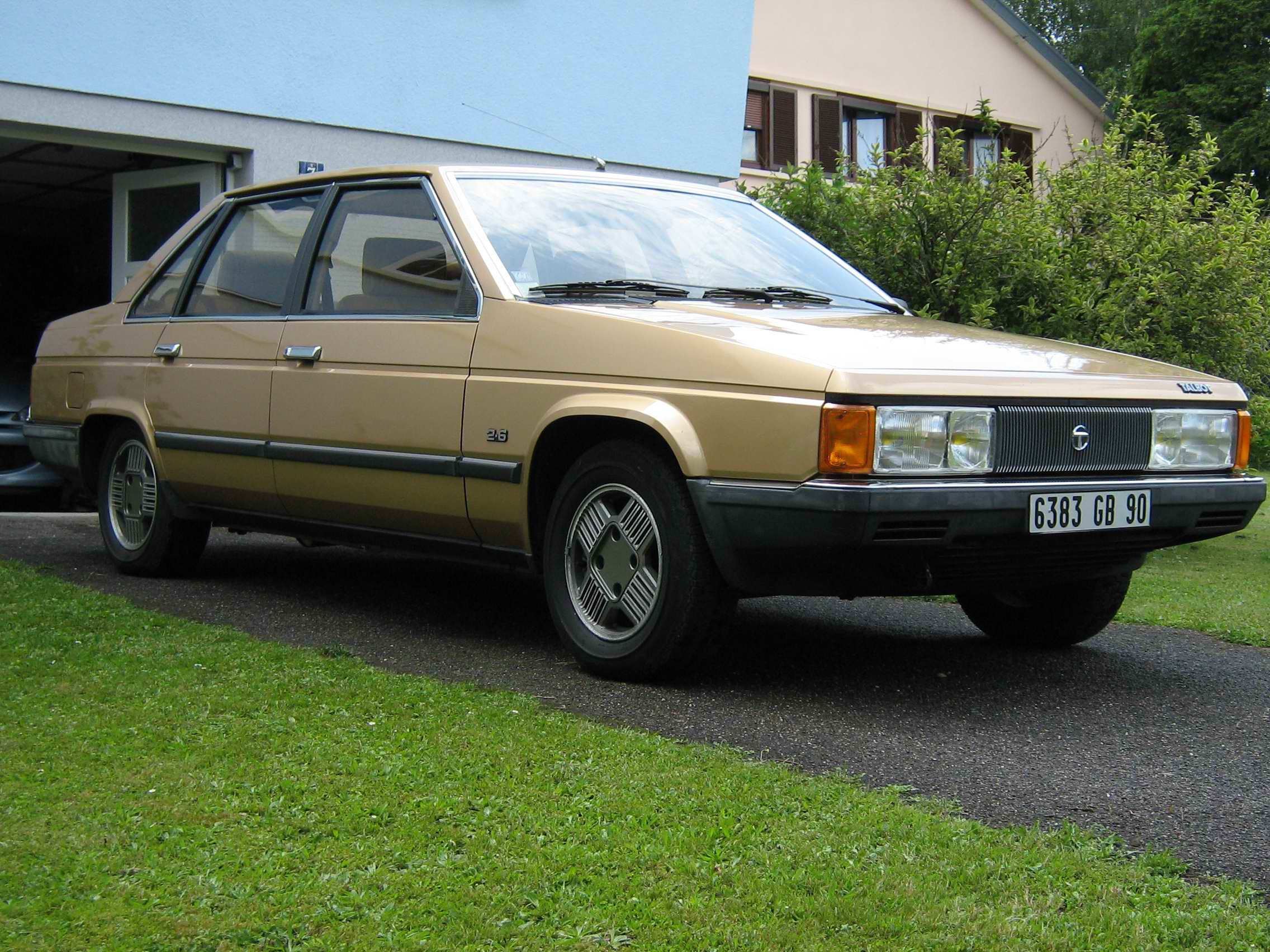
Talbot Tagora SX (1981).

### Modèles produits en collaboration avec Matra
- Matra-Simca Bagheera (1973-1980) ;
- Matra-Simca Rancho (1977-1984) ;
- Talbot-Matra Murena (1980-1983).

Galerie des modèles en collaboration avec Matra :
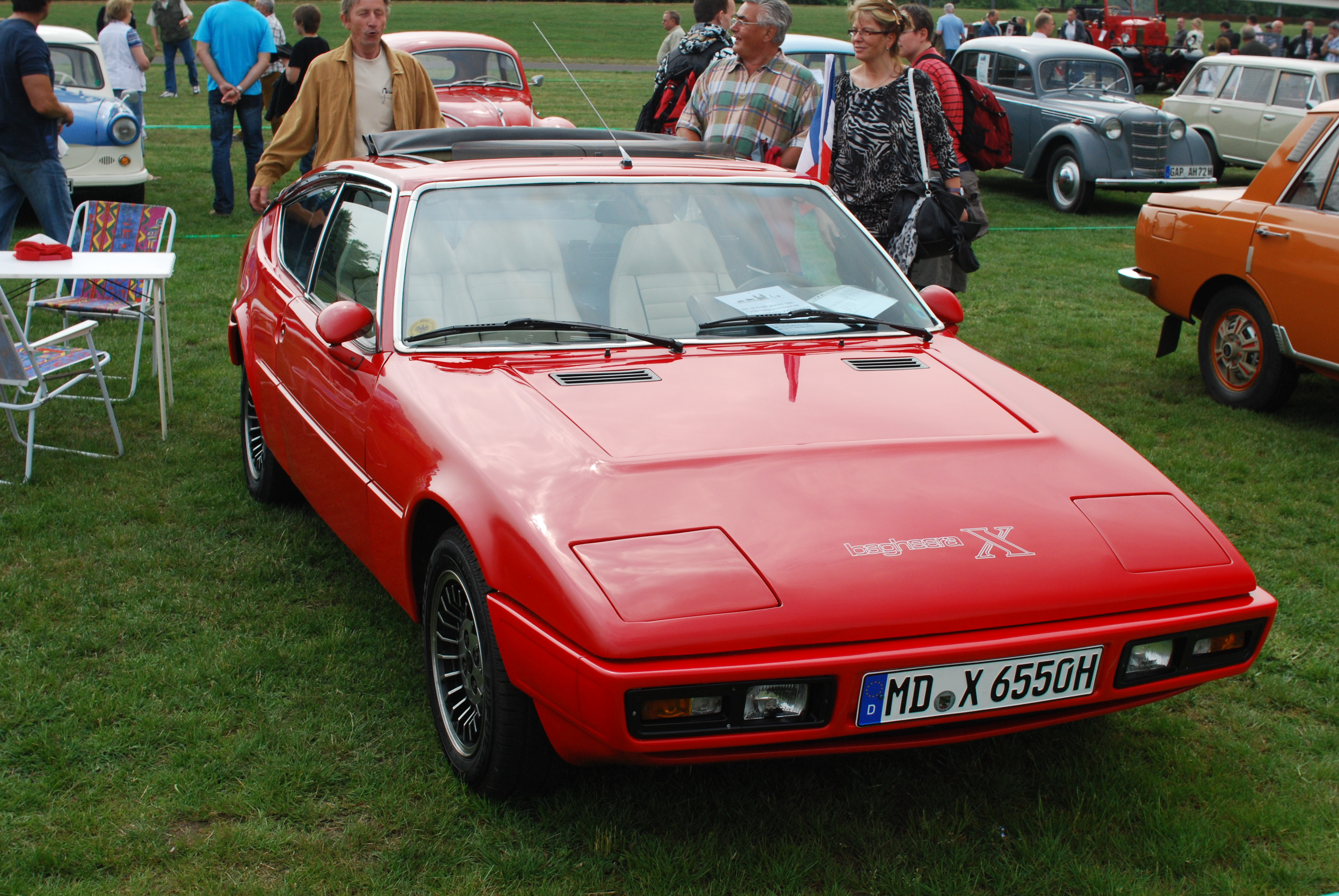
Matra-Simca Bagheera.
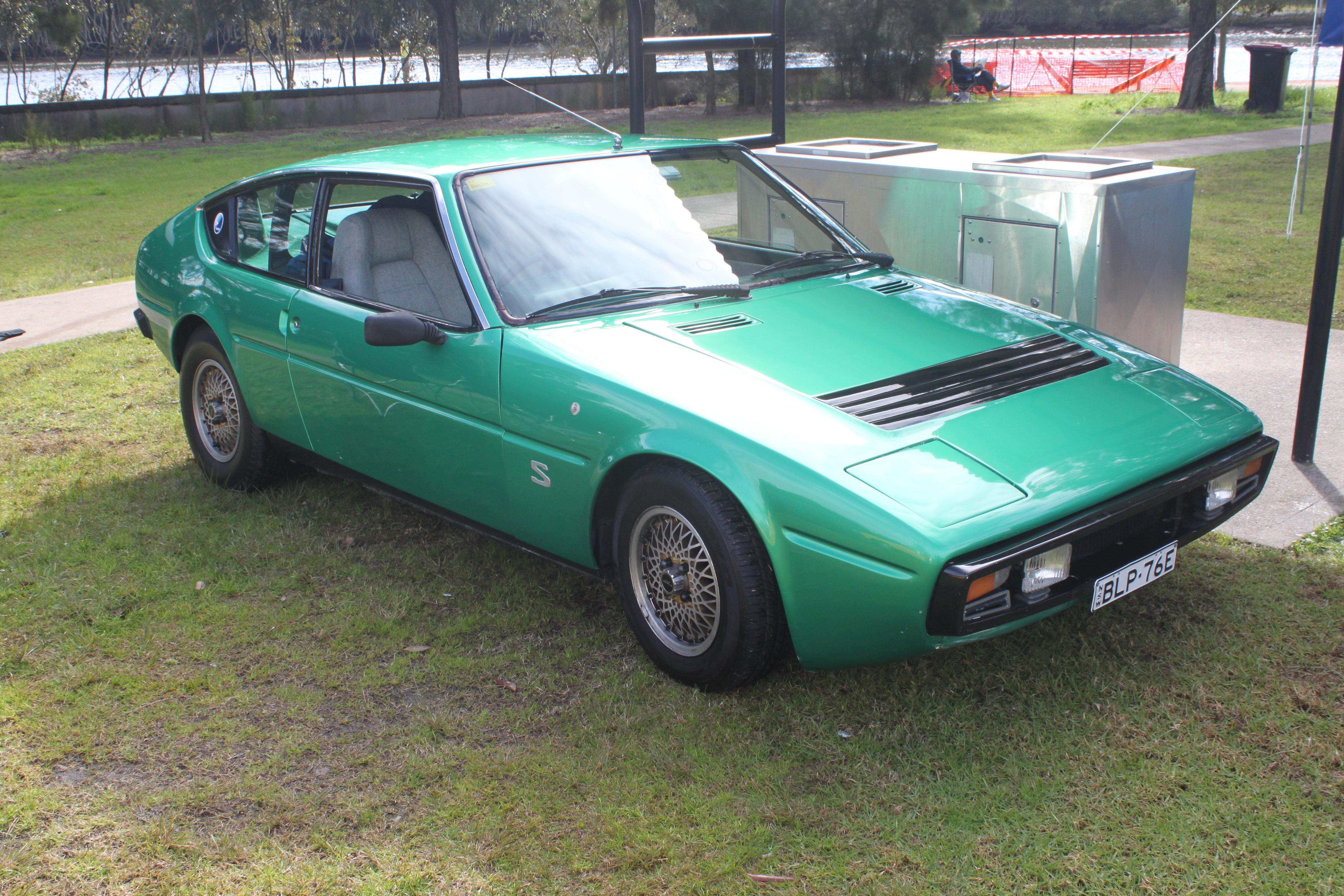
2015 : Matra-Simca Bagheera à la journée de la voiture française à Sydney (Australie).
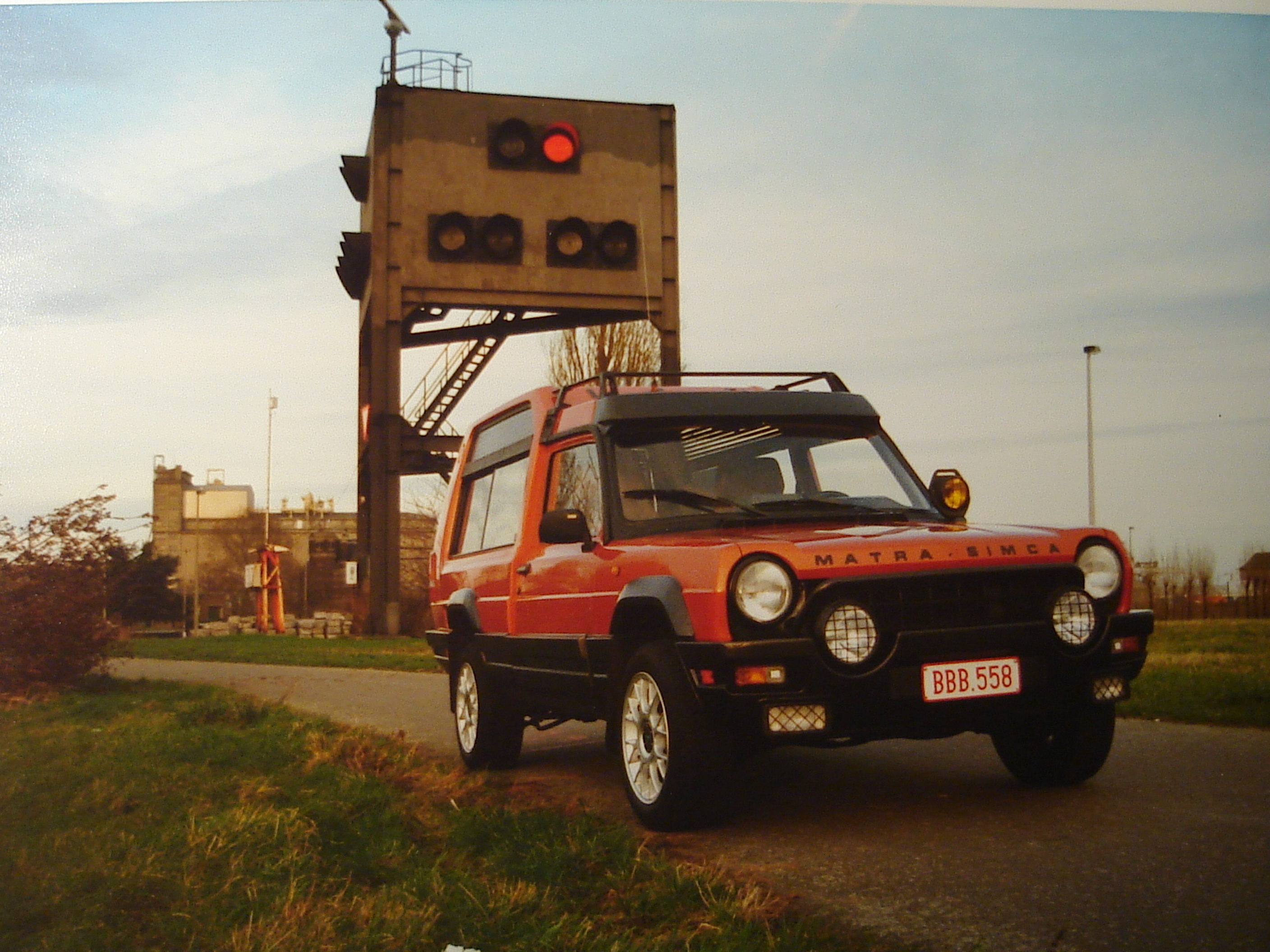
Matra-Simca Rancho (1978).
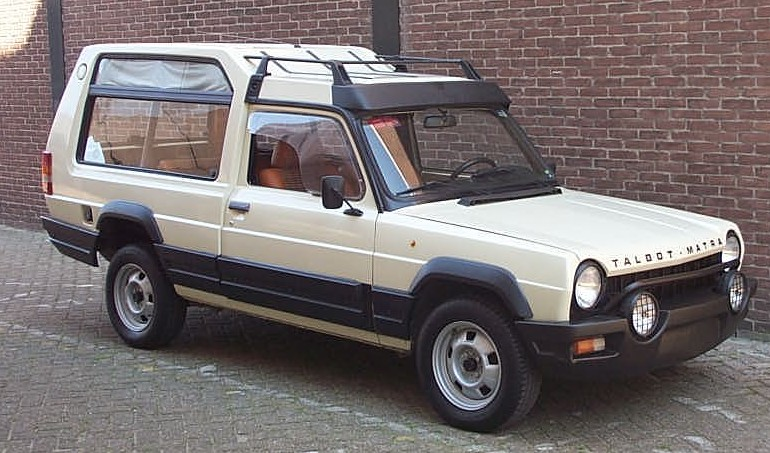
Matra-Simca Rancho.
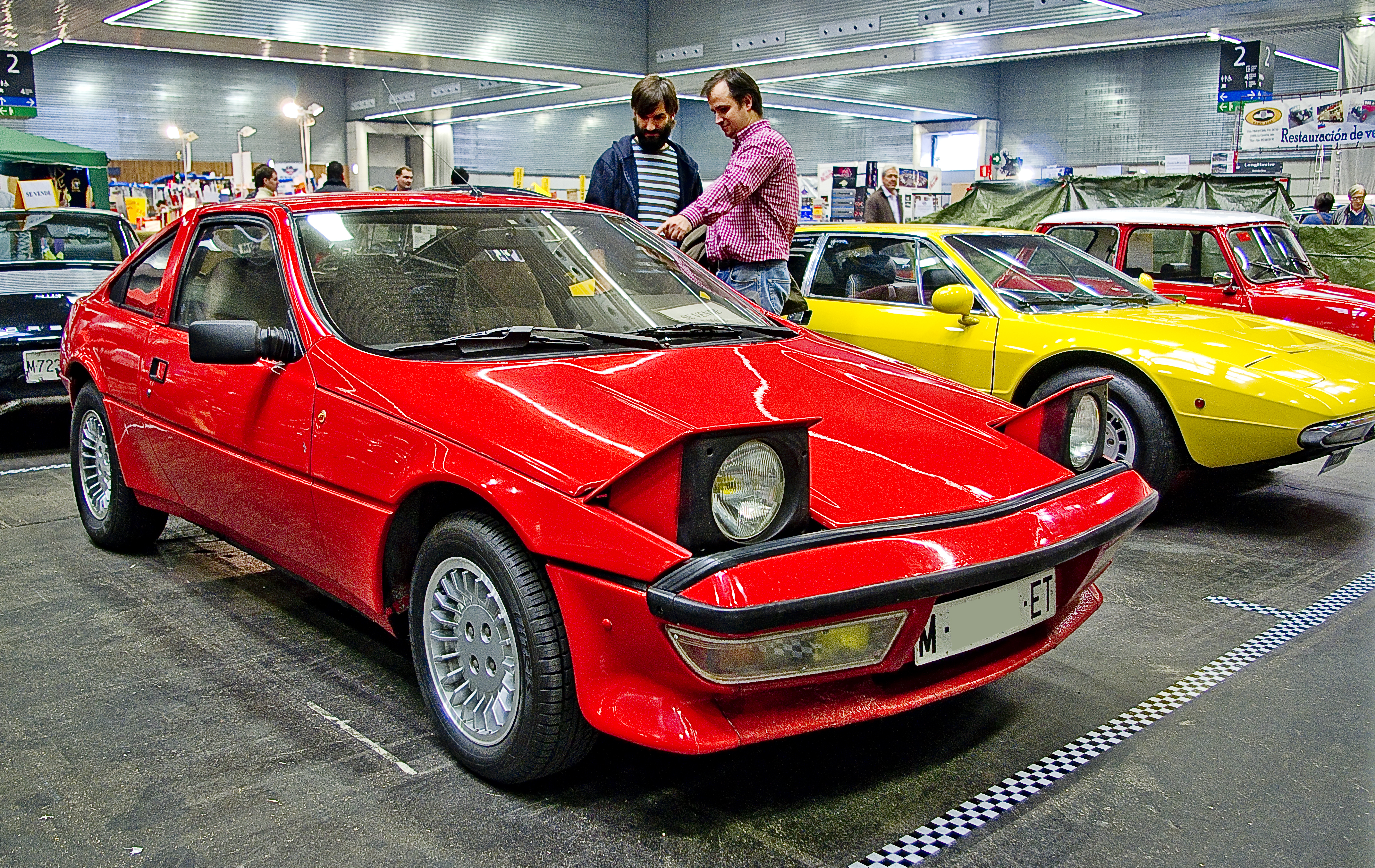
Talbot-Matra Murena (1982).
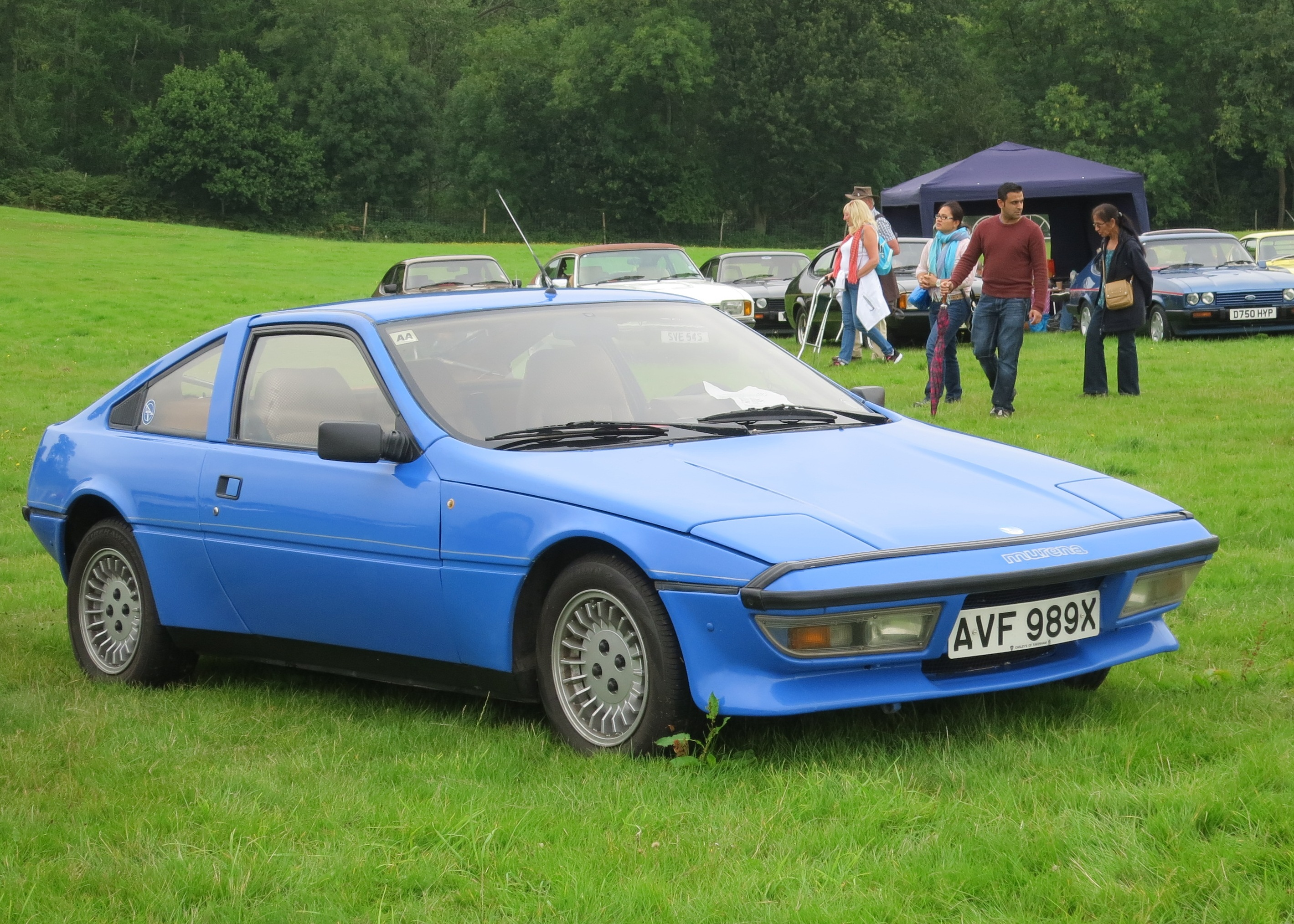
Talbot-Matra Murena (1980).

### Véhicules utilitaires
- 1100 VF 1 ;
- 1100 VF 2 ;
- 1100 VF 3 ;
- 1100 Pick-up ;
- Express (1982-1995), uniquement au Royaume-Uni.

Modèles et variantes des véhicules utilitaires :
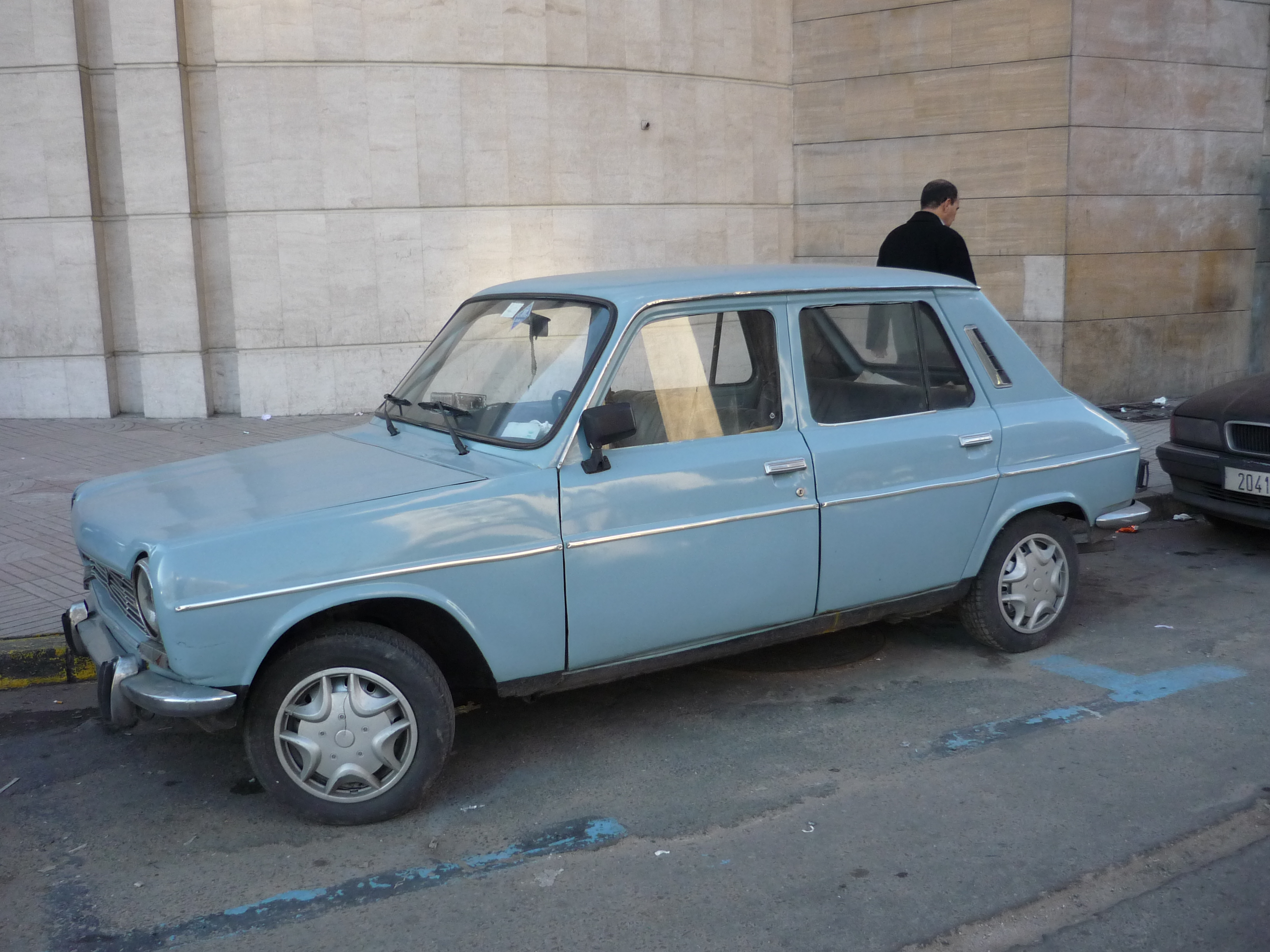
Simca 1100.
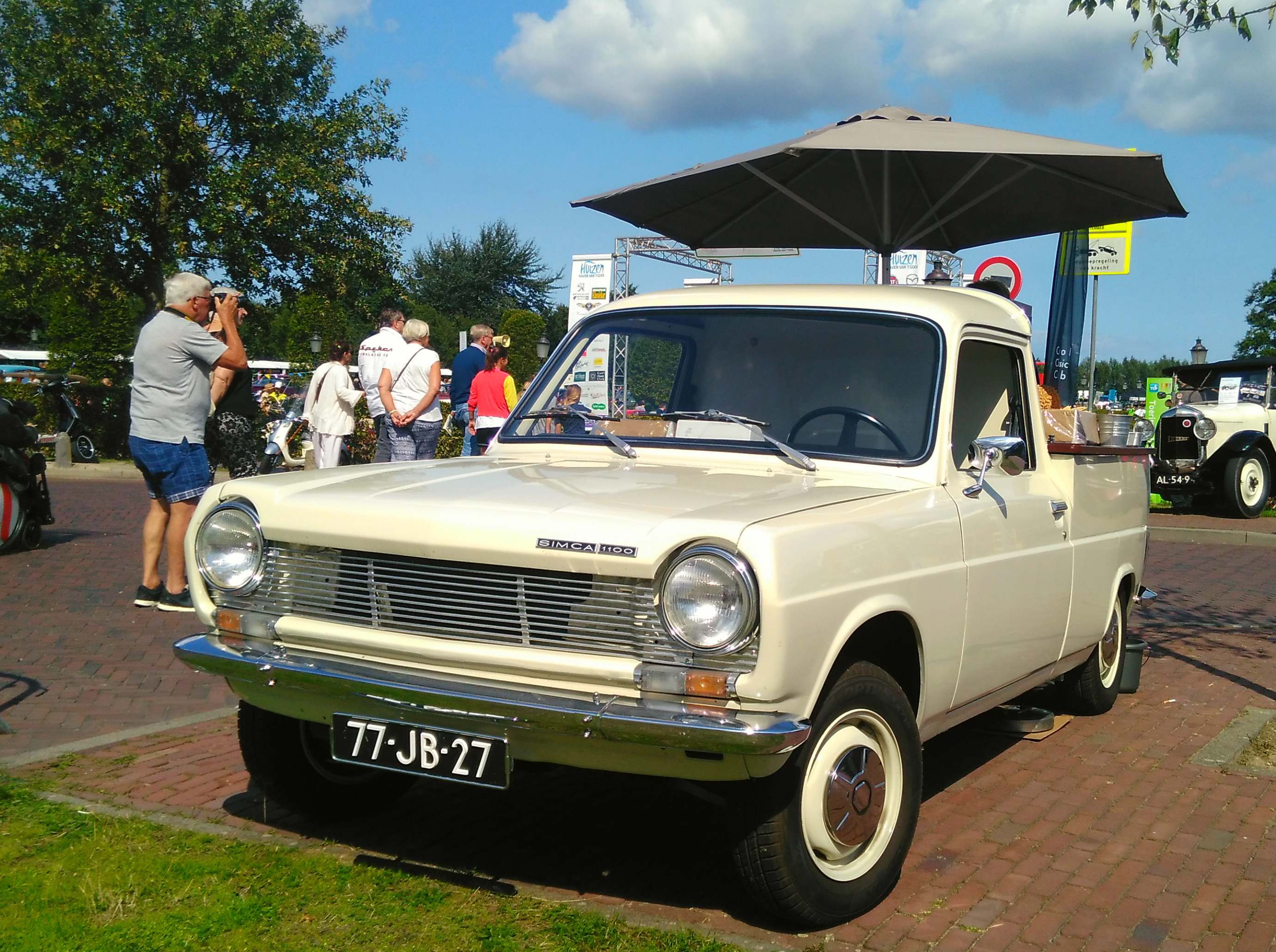
Simca 1100 Fourgonnette (1979).
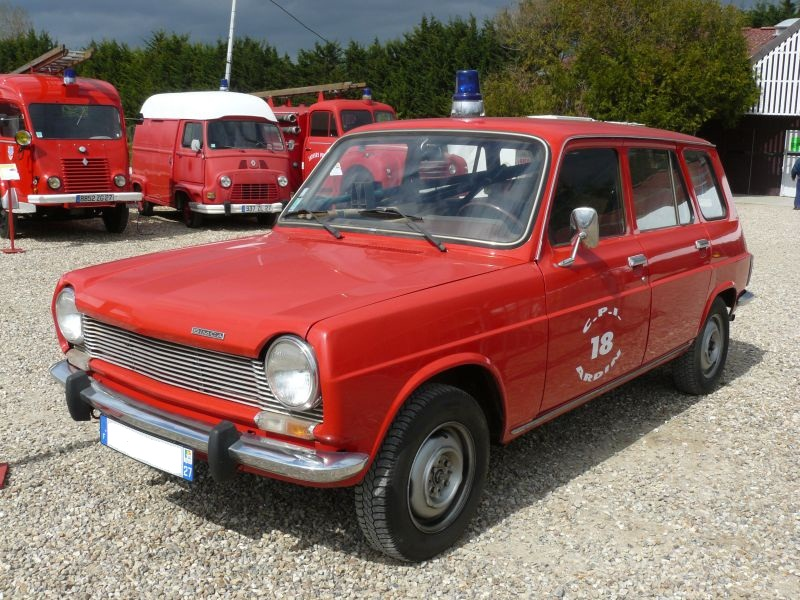
Mantes la Jolie : Simca 1100 break des services d'urgences.
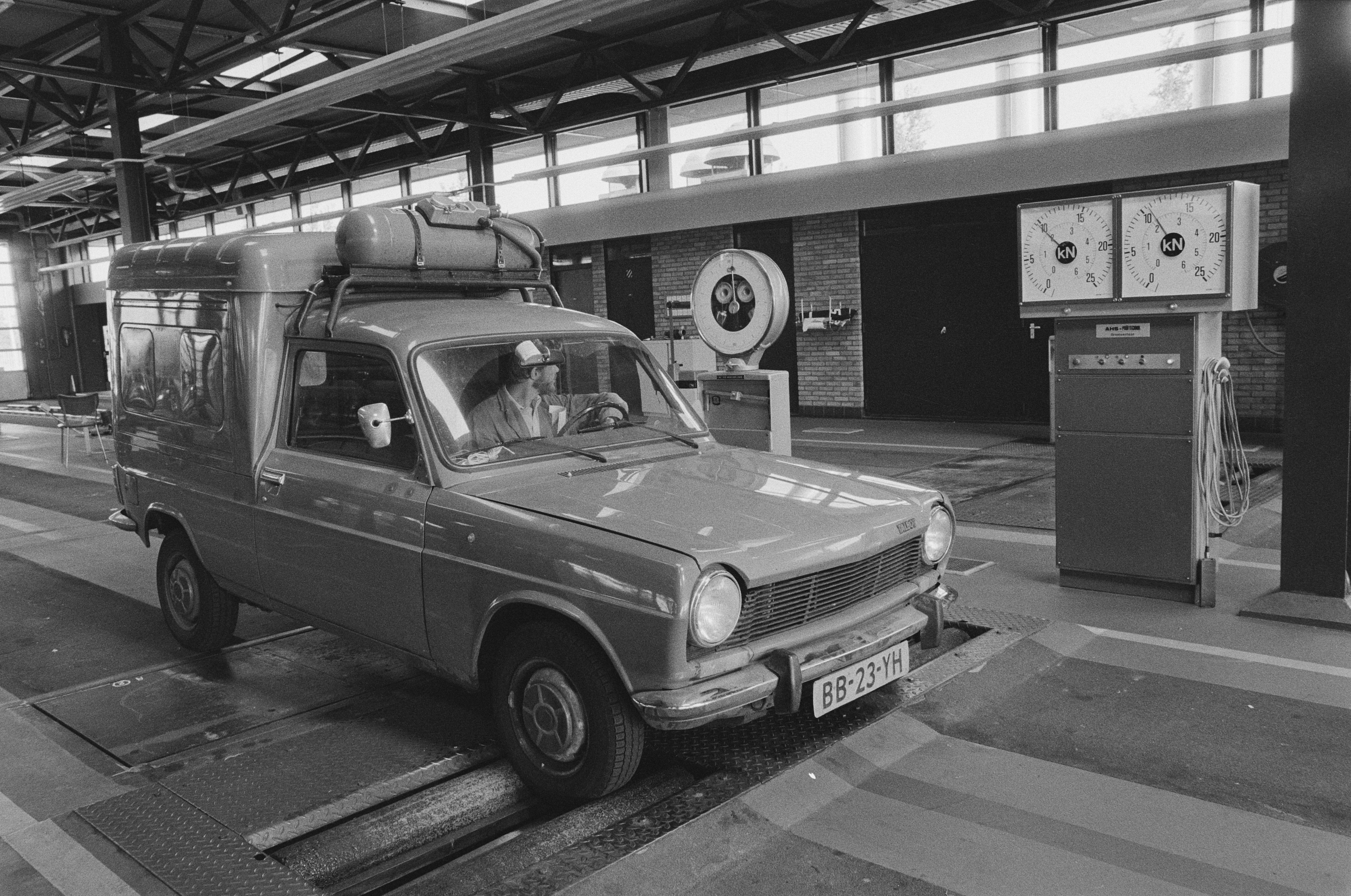
16 juillet 1985, une Talbot 1100 fourgonnette au banc de test.
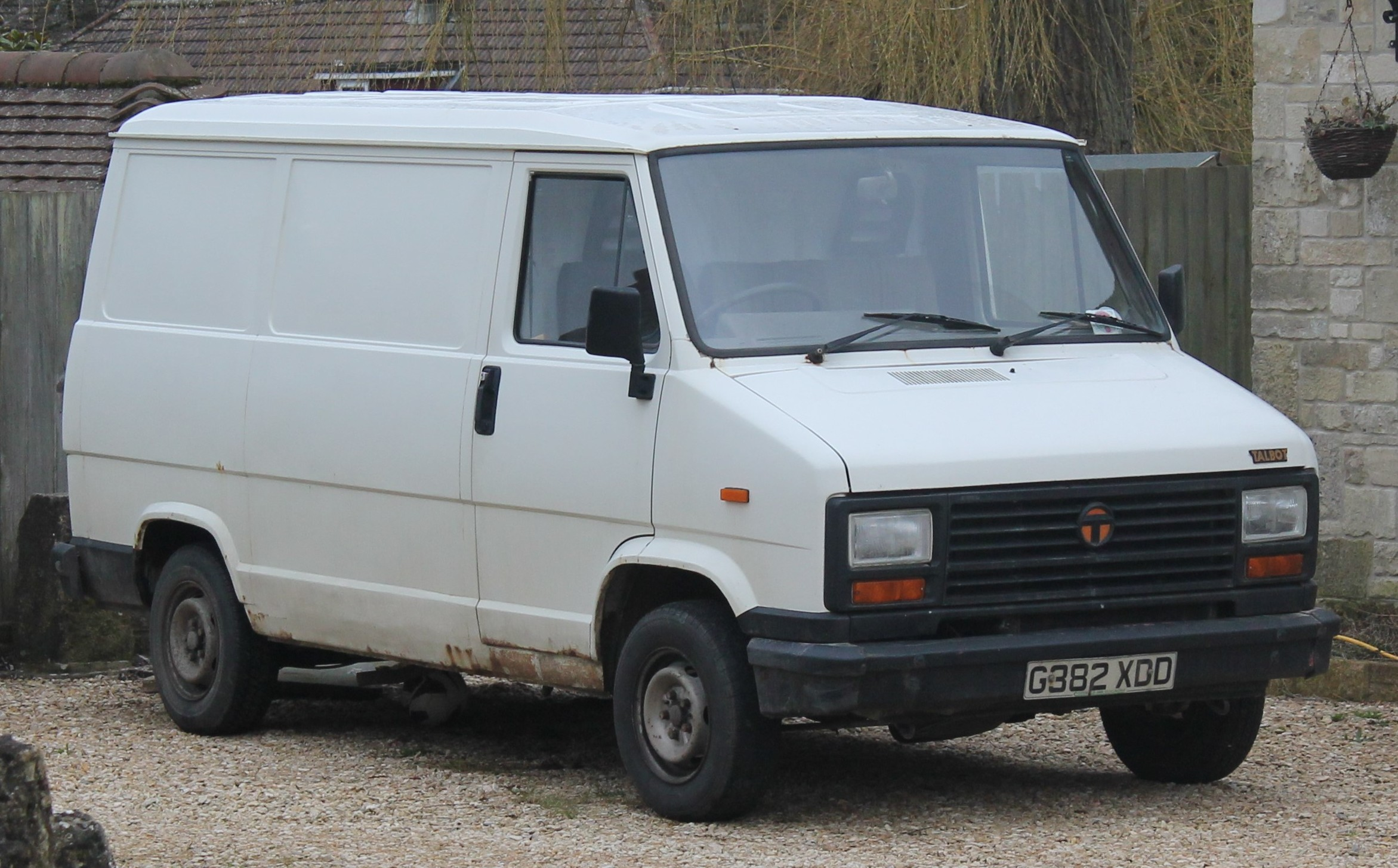
Talbot Express (1991).
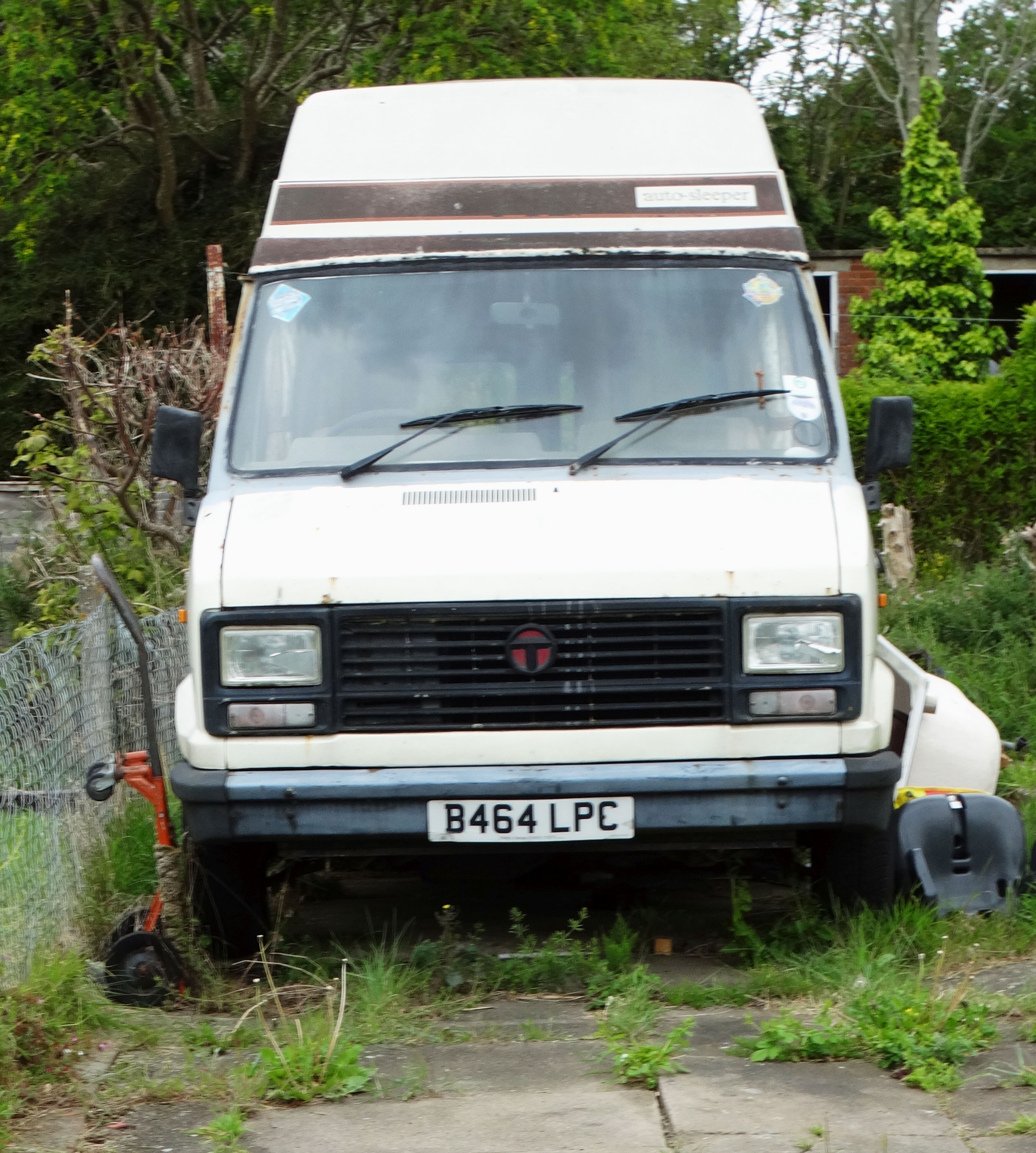
Talbot Express campeur (1984).

## Courses automobiles
Très tôt, Talbot s'est impliqué lors des compétitions automobiles. La marque a remporté de nombreuses victoires, dont les plus prestigieuses sont :
- Grand Prix de France 1937 (triplé de la Talbot T150C), 1947 et 1949 ;
- RAC Tourist Trophy 1937 ;
- Grand Prix de Belgique 1949 ;
- 24 Heures du Mans 1950.

Autres :
- Second de Sydney-Melbourne 1905 (Darracq) ;
- Coupe Internationale des Voiturettes 1921, 1922 et 1923 ;
- Grand Prix de l'Ouverture Voiturettes 1,5 L. 1924 et 1925 ;
- Grand Prix de Provence 1925 et 1926 ;
- Junior Car Club 200 mile race 1921, 1922, 1924, 1925 et 1926 ;
- Course de côte de Gaillon 1924 (Darracq) et 1926 (Sunbeam) ;
- Grand Prix du Salon 1926 ;
- ACF Free For All Race 1926 ;
- Critérium Paris-Nice 1926 ;
- Circuito stradale del Mugello 1928 et 1929 ;
- Circuito di Cremona 1928 ;
- Coppa Montenero 1928 ;
- Grand Prix de Tripoli 1929 ;
- Grand Prix de France du M.C.F. Sport 1936 ;
- Grand Prix de Marseille 1937 et 1947 ;
- Coupe de Vitesse 1937 ;
- Grand Prix de Tunisie 1937 ;
- 12 Heures de Paris 1938 (première Coupe Olazur, lors des Coupes de Paris) ;
- Grand Prix du Roussillon 1947 ;
- Grand Prix d'Albi 1947, 1950, 1952 et 1953 ;
- Grand Prix du Comminges 1947 ;
- Coupe du Salon 1947, 1950 et 1951 ;
- Grand Prix de Paris 1948 et 1949 ;
- Grand Prix du Salon 1948 et 1949 ;
- Grand Prix des Frontières 1949 ;
- Circuit de Sarrebruck 1949 ;
- Grand Prix des Pays-Bas 1950 et 1951 ;
- Coupes de Vitesse 1950 ;
- Coupe des États-Unis 1950 (Mairesse) ;
- Grand Prix de Bordeaux 1951 ;
- Eläintarhanajot 1952 ;
- Circuit de Cadours 1952 ;
- Goodwood Easter 1953.

Galerie :
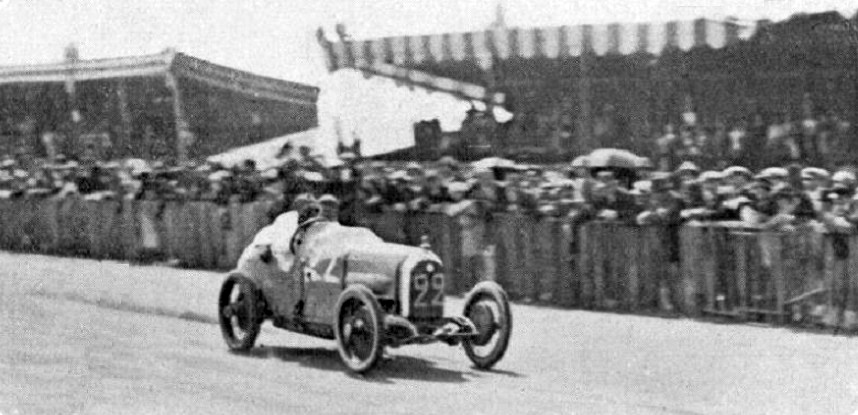
René Thomas vainqueur de la Coupe des Voiturettes 1921, sur Talbot-Darracq 56 (au Mans).
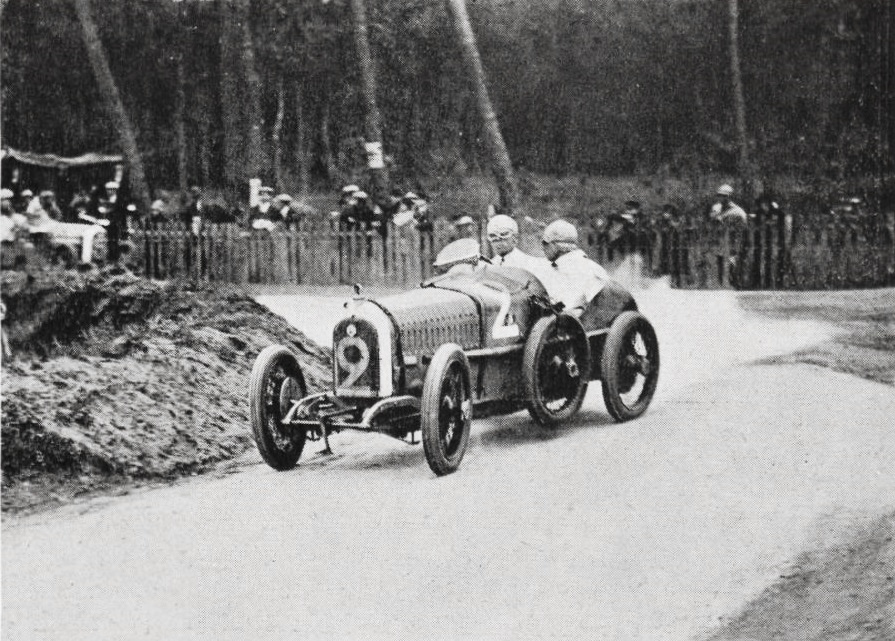
Kenelm Lee Guinness gagnant de la Coupe des Voiturettes 1922 au Mans, sur Talbot-Darracq 56.
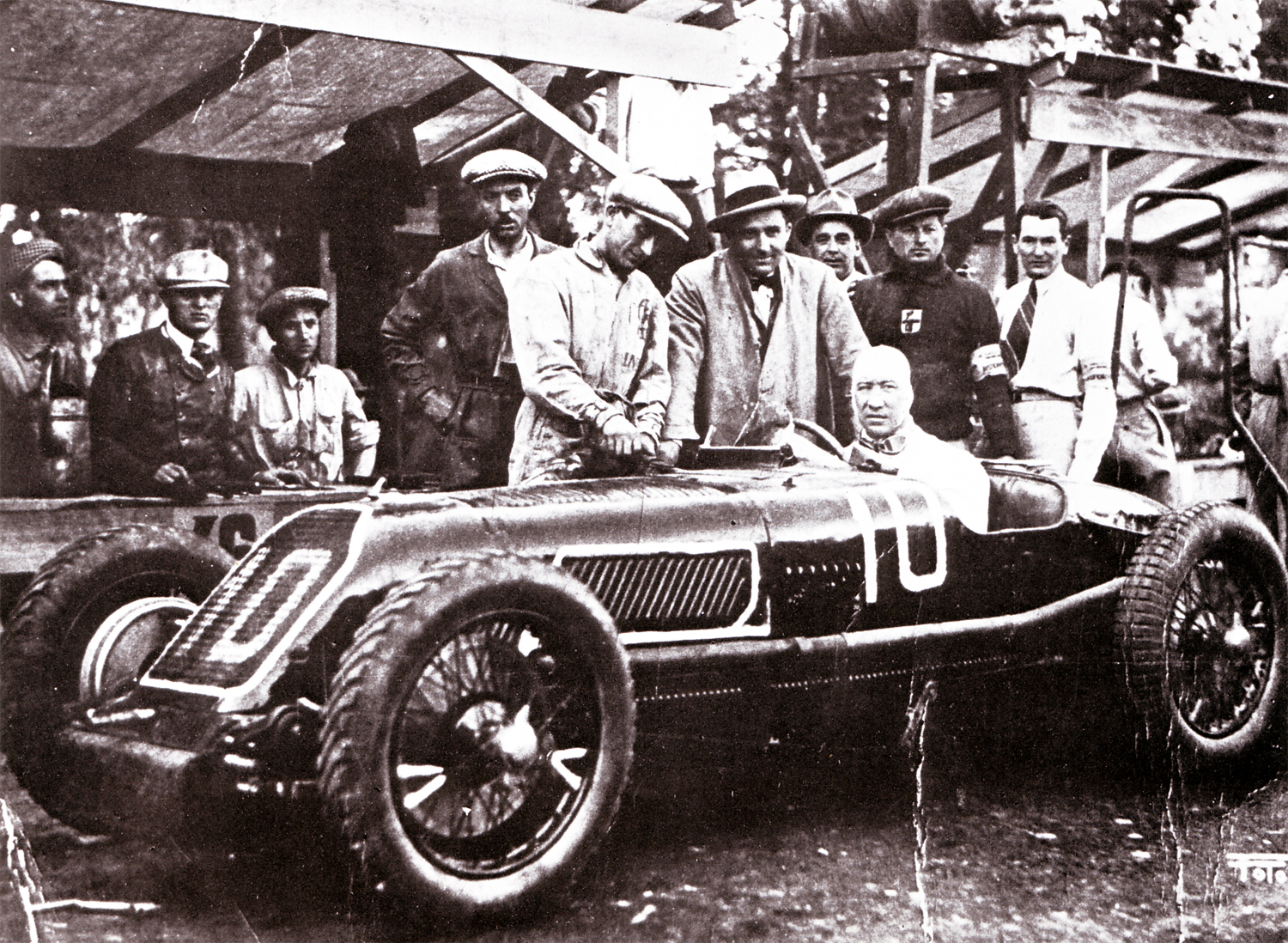
Le comte Gastone Brilli-Peri au volant d'une Talbot (1925).
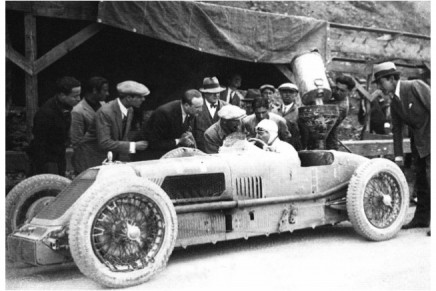
Emilio Materassi au GP d'Italie 1928, sur Talbot Darracq 700 (peu avant son décès en course).
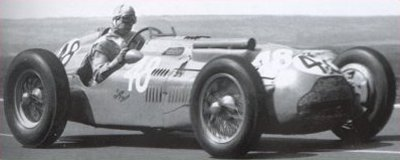
Guy Mairesse au Grand Prix de France en 1951.
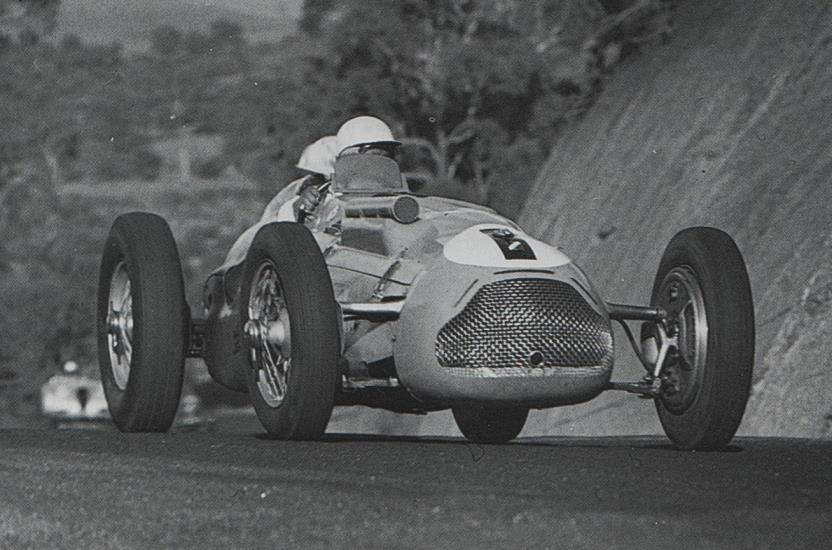
Talbot Lago T26C conduite par Doug Whiteford (en) au Grand Prix d'Australie de 1952.

### Résultats en championnat du monde de Formule 1

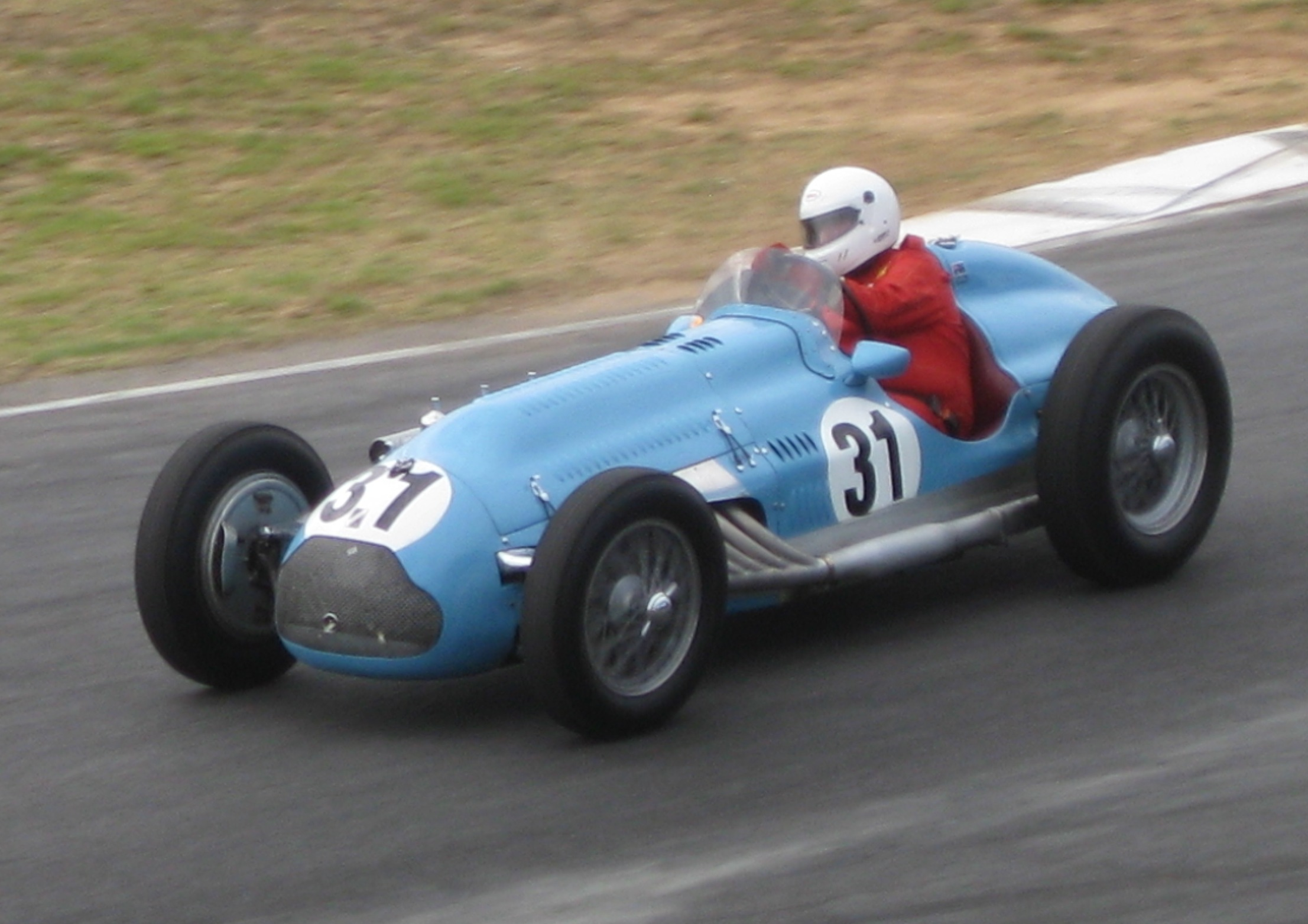
Talbot-Lago T26C.

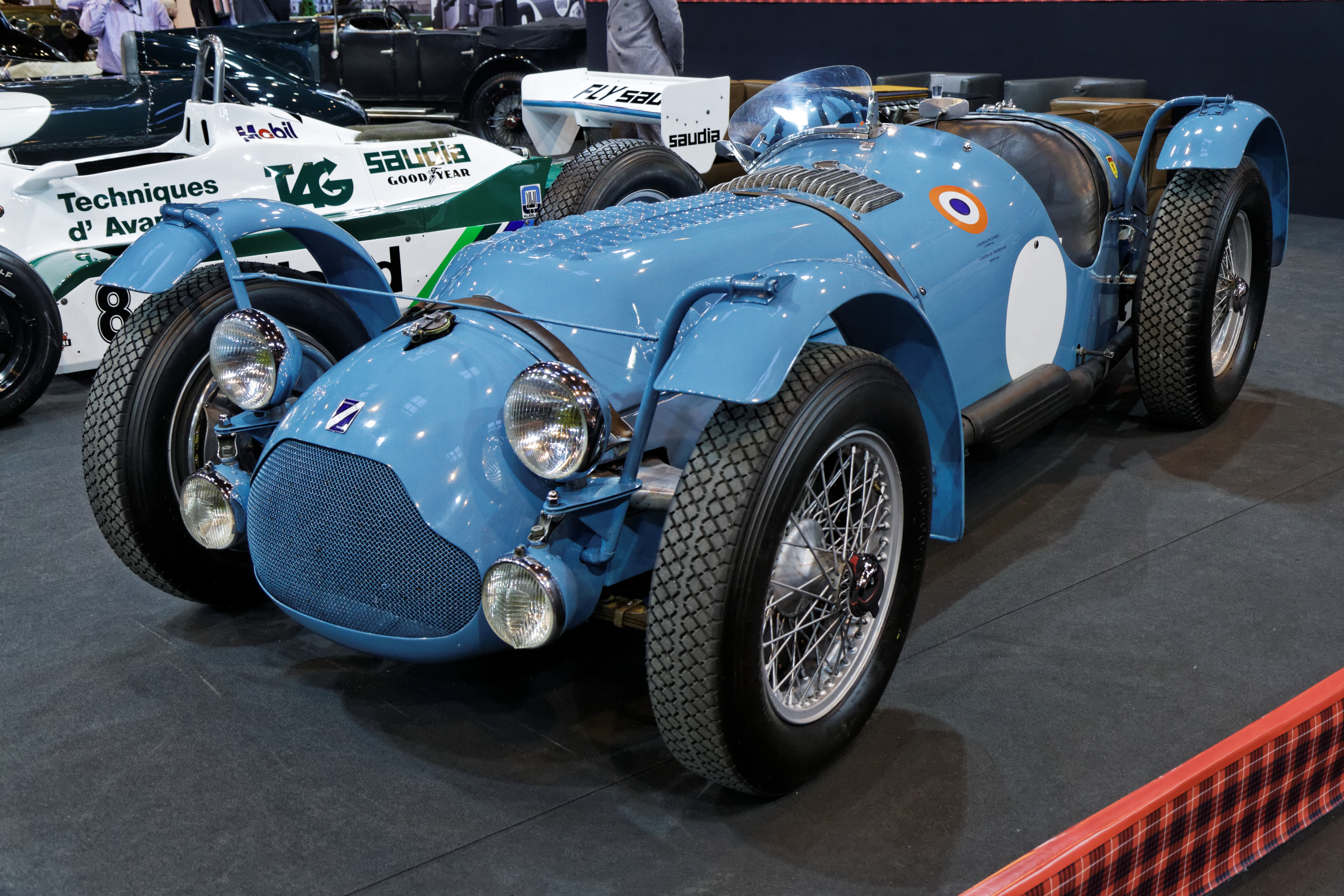
Talbot Lago T26 GS exposée lors du salon Retromobile 2014.

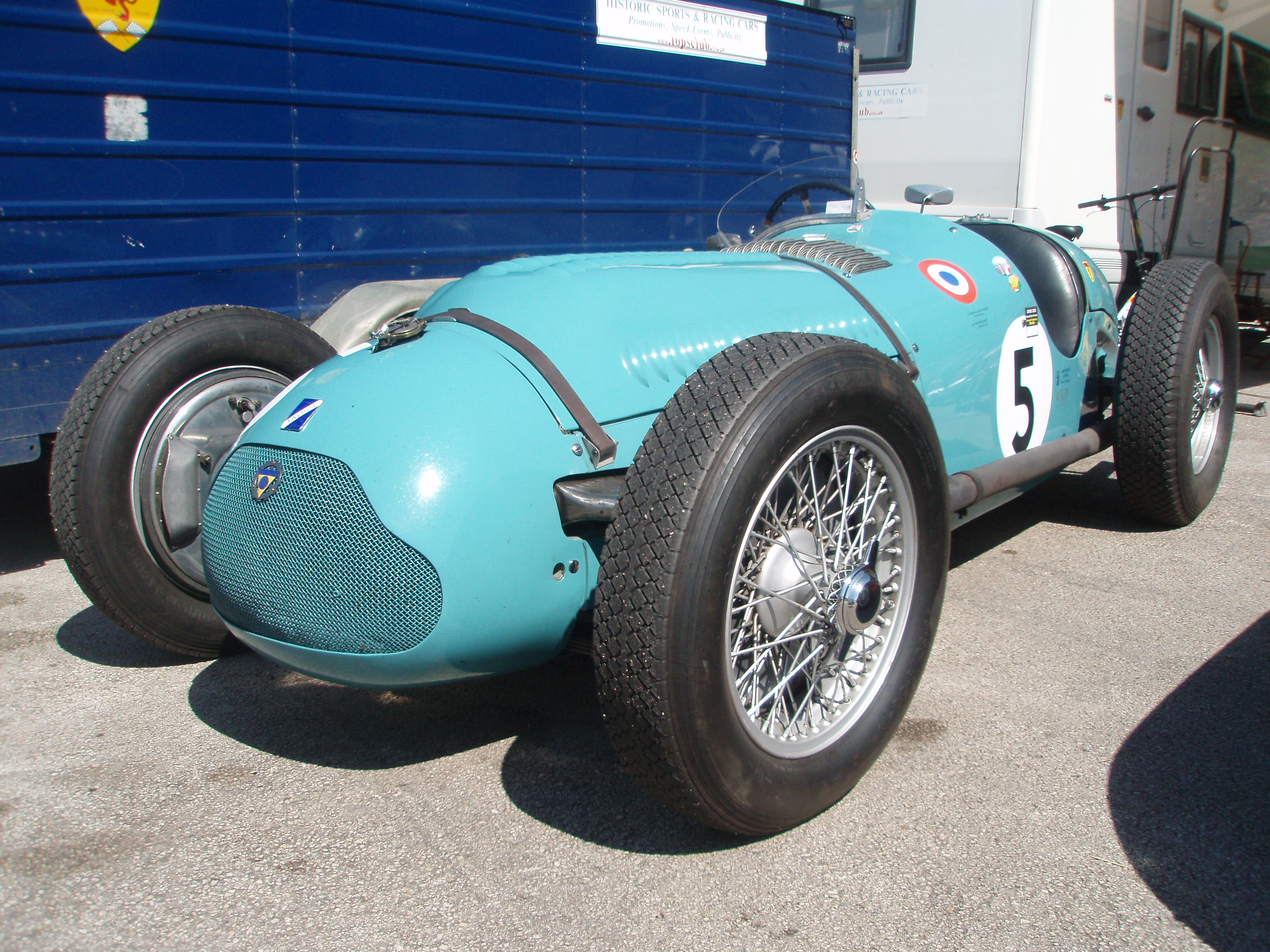
Talbot-Lago T26C conduite par Louis Rosier et Juan Manuel Fangio pour les 24 heures du Mans 1951.

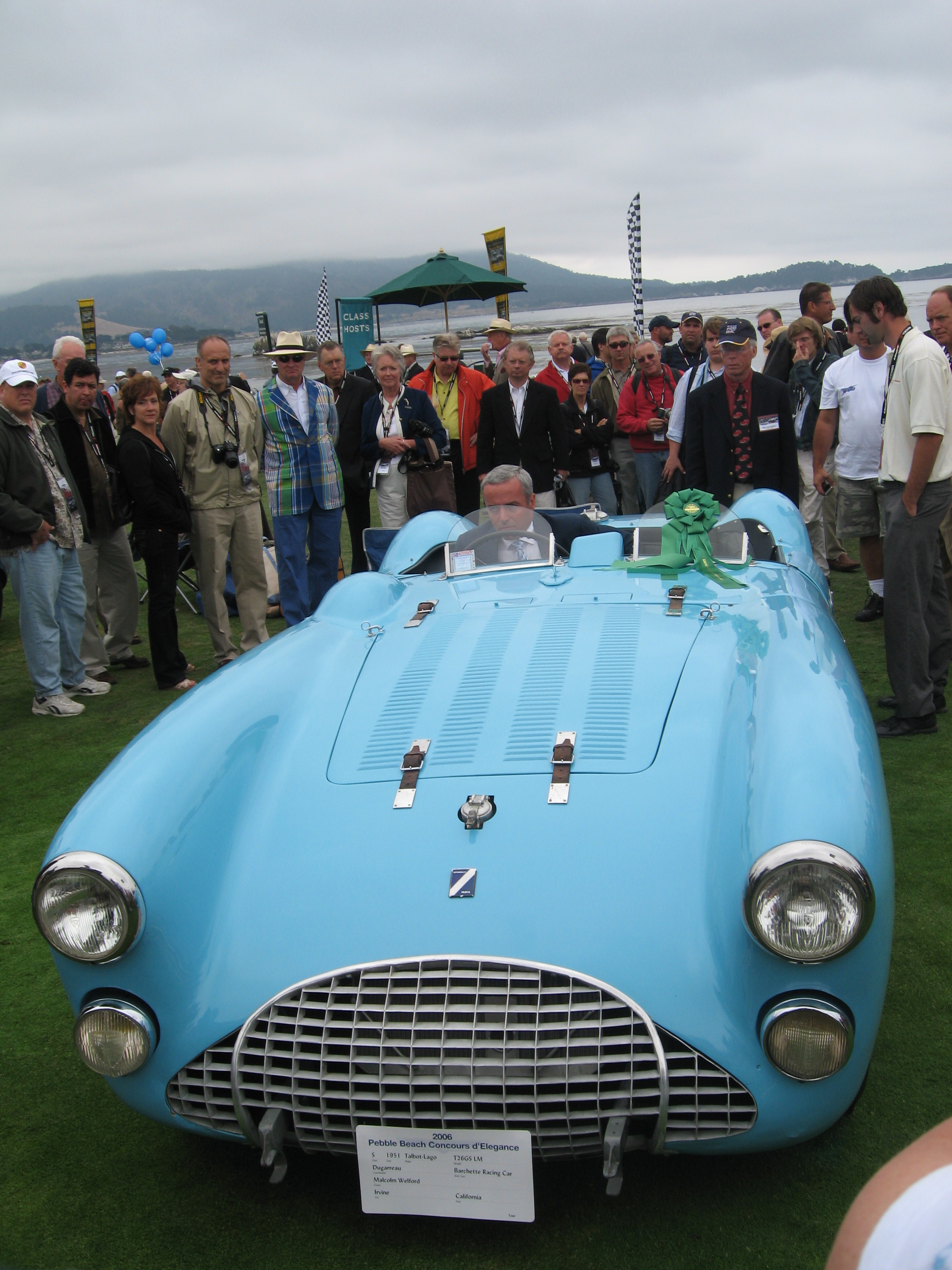
Talbot-Lago T26 GS (1951).

| Saison | Écurie                        | Châssis             | Moteur    | Pneus  | Pilotes                                                                            | Grands Prix disputés | Points inscrits | Classement |
| ------ | ----------------------------- | ------------------- | --------- | ------ | ---------------------------------------------------------------------------------- | -------------------- | --------------- | ---------- |
| 1950   | Automobiles Talbot-Darracq SA | Talbot-Lago T26C-DA | Talbot L6 | Dunlop | Yves Giraud-Cabantous Eugène Martin Louis Rosier Philippe Étancelin Raymond Sommer | 4                    | 11              | -          |

| Saison | Écurie                | Châssis                              | Moteur    | Pneus     | Pilotes                           | Grands Prix disputés |
| ------ | --------------------- | ------------------------------------ | --------- | --------- | --------------------------------- | -------------------- |
| 1950   | Écurie Rosier         | Talbot-Lago T26C                     | Talbot L6 | Dunlop    | Louis Rosier Henri Louveau        | 3                    |
| 1950   | Charles Pozzi         | Talbot-Lago T26C                     | Talbot L6 | Dunlop    | Charles Pozzi                     | 2                    |
| 1950   | Raymond Sommer        | Talbot-Lago T26C                     | Talbot L6 | Dunlop    | Raymond Sommer                    | 2                    |
| 1950   | Pierre Levegh         | Talbot-Lago T26C                     | Talbot L6 | Dunlop    | Pierre Levegh                     | 4                    |
| 1950   | Guy Mairesse          | Talbot-Lago T26C                     | Talbot L6 | Dunlop    | Guy Mairesse                      | 1                    |
| 1950   | Écurie Belge          | Talbot-Lago T26C                     | Talbot L6 | Englebert | Johnny Claes                      | 6                    |
| 1950   | Écurie Bleue          | Talbot-Lago T26C                     | Talbot L6 | Dunlop    | Harry Schell                      | 1                    |
| 1950   | Écurie Leutitia       | Talbot-Lago T26C                     | Talbot L6 | Dunlop    | Eugène Chaboud                    | 1                    |
| 1950   | Philippe Étancelin    | Talbot-Lago T26C-DA                  | Talbot L6 | Dunlop    | Philippe Étancelin Eugène Chaboud | 5                    |
| 1951   | Écurie Rosier         | Talbot-Lago T26C-DA Talbot-Lago T26C | Talbot L6 | Dunlop    | Louis Rosier Louis Chiron         | 7                    |
| 1951   | Écurie Belge          | Talbot-Lago T26C-DA                  | Talbot L6 | Englebert | Johnny Claes                      | 7                    |
| 1951   | Écurie Belgique       | Talbot-Lago T26C                     | Talbot L6 | Englebert | Jacques Swaters André Pilette     | 3                    |
| 1951   | Yves Giraud-Cabantous | Talbot-Lago T26C                     | Talbot L6 | Dunlop    | Yves Giraud-Cabantous             | 6                    |
| 1951   | Philippe Étancelin    | Talbot-Lago T26C-DA                  | Talbot L6 | Dunlop    | Philippe Étancelin                | 5                    |
| 1951   | Guy Mairesse          | Talbot-Lago T26C                     | Talbot L6 | Englebert | Guy Mairesse                      | 2                    |
| 1951   | Eugène Chaboud        | Talbot-Lago T26C-GS                  | Talbot L6 | Dunlop    | Eugène Chaboud                    | 1                    |
| 1951   | Henri Louveau         | Talbot-Lago T26C                     | Talbot L6 | Dunlop    | Henri Louveau                     | 1                    |
| 1951   | Pierre Levegh         | Talbot-Lago T26C                     | Talbot L6 | Dunlop    | Pierre Levegh                     | 3                    |
| 1951   | Duncan Hamilton       | Talbot-Lago T26C                     | Talbot L6 | Dunlop    | Duncan Hamilton                   | 2                    |
| 1951   | José Froilán González | Talbot-Lago T26C-GS                  | Talbot L6 | Dunlop    | José Froilán González             | 1                    |
| 1951   | Georges Grignard      | Talbot-Lago T26C-DA                  | Talbot L6 | Dunlop    | Georges Grignard                  | 1                    |

### Palmarès sportif en rallyes

#### Titres
Constructeur Champion 
|      |                      |  |  |  |  |  |  |  |  |
| 1981 | Talbot Sunbeam Lotus |  |  |  |  |  |  |  |  |

Pilote Vice-champion 
|      |               |           |  |  |  |  |  |  |  |
| 1981 | Guy Fréquelin | Jean Todt |  |  |  |  |  |  |  |

- Championnat d'Autriche des rallyes : 1981 (avec Georg Fischer) ;
- Championnat d'Espagne des rallyes : 1982 (avec Antonio Zanini) ;

- Championnat de France des rallyes de 2e division : 1981 (avec Jean-Claude Vaucard (1980-81)) ;
- Troisième du championnat d'Europe des rallyes : 1983 (avec Zanini).

#### Courses
Six victoires majeures, dont deux en WRC (Grande-Bretagne 1980 et Argentine 1981) pour onze podiums mondiaux et quatre en ERC (Arctique 1980, Asturies 1982, Catalogne 1982, et Bulgarie 1983) :
- Andrew Cowan (1979) :
  - Quelques courses en BRC.

- Tony Pond (1979) :
  - 4e du Rallye SanRemo (1979 - 1 E.S.) ;
  - 5e du RAC Rally (1979).

- Jean-Pierre Nicolas (1979) :
  - 3 E.S. au Tour de Corse (1979, avec Jean Todt, collision avec un sanglier).

- Henri Toivonen (1979-1981) :
  - Vainqueur du Rallye Arctique (1980) ;
  - Vainqueur du RAC Rally (1980) ;
  - 2e du rallye du Portugal (1981) ;
  - 2e du rallye SanRemo (1981) ;
  - 3e du rallye Arctique (1981).

- Guy Fréquelin (1980-1982) :
  - 3e du RAC Rally (1980) ;
  - 3e du rallye du Portugal (1980) ;
  - Vainqueur du Rallye d'Argentine (1981, malgré un tassement vertébral) ;
  - 2e du rallye Monte-Carlo (1981) ;
  - 2e du tour de Corse (1981) ;
  - 2e du rallye du Brésil (1981).

- Russel Brookes (1980-81 et 1984) :
  - 4e du RAC Rally (1980) ;
  - 3e du circuit d'Irlande (1981) ;
  - Vainqueur du Rallye de Bahreïn (1984, MERC).

- Federico Ormezzano (it) (1980-82) :
  - 2e du rallye San Marino (1981) ;
  - 2e de rallye d'Aoste (1981) ;
  - 3e du rallye de la Laine (1982) ;
  - 3e du rallye Piancavallo (1982) ;
  - … puis rallyes du championnat d'Italie Historique (2006 et 2009-).

- Jean-Claude Vaucard (1980-1981) :
  - 3e du rallye des Vosges (1980) ;
  - 2e du rallye des Vosges (1981) ;
  - 4e du rallye de Lorraine (1981) (ERC).

- Stig Blomqvist (1981-1982, embauché lors des ennuis cervicaux de Fréquelin) :
  - 2e du rallye du sud de la Suède (1981) ;
  - 3e du RAC Rally (1981).

- Antonio Zanini (1981-83) :
  - Vainqueur du Rallye Montseny Guilleries (1982) ;
  - Vainqueur du Rallye de Torrelavega (Ramón González y Hermanos, 1982) ;
  - Vainqueur du Rallye Fallas (1982) ;
  - Vainqueur du Rallye des Asturies (1982) ;
  - Vainqueur du Rallye de Catalogne (1982) ;
  - Vainqueur du Rallye de Bulgarie (1983).

- John Coyne (1981-1982) :
  - 3e du rallye Galway (1982) ;
  - 4e du circuit d'Irlande (1982).

- Paul Burch (1982) :
  - 3e du rallye du sud de la Suède (1982).

- Antero Laine (1982, champion de Finlande des rallyes du Groupe A l'année précédente sur une Escort) :
  - 5e du rallye de Finlande (1982).

- Jean-Pierre Damiao (1983) :
  - Rallye du Limousin (1983 - D2).

- Didier Billon (1984) :
  - Rallye du Limousin (1984 - D2).

Et Chris Daisy, Dan Margulies (1979) ; Gilbert Casanova (1979-1980) ; Georg Fischer (1980-1982) ; Kevin Stones, Ian Hughes (1980) ; Amedeo Gerbino (1981) ; Chris Lord (1981-1983) ; Paul Gardère (1983-1984, en WRC avec Denis Giraudet) ; Gunnar Fagerlind (1981-1982) ; Philippe Kruger (1981) ; Alain Auvray, Michel Tirabassi (1982) ; Herbert Grünsteidl, Pascal Damiani (1983) ; Michel Civade (1985)…

Quelques voitures de rallyes de la marque :
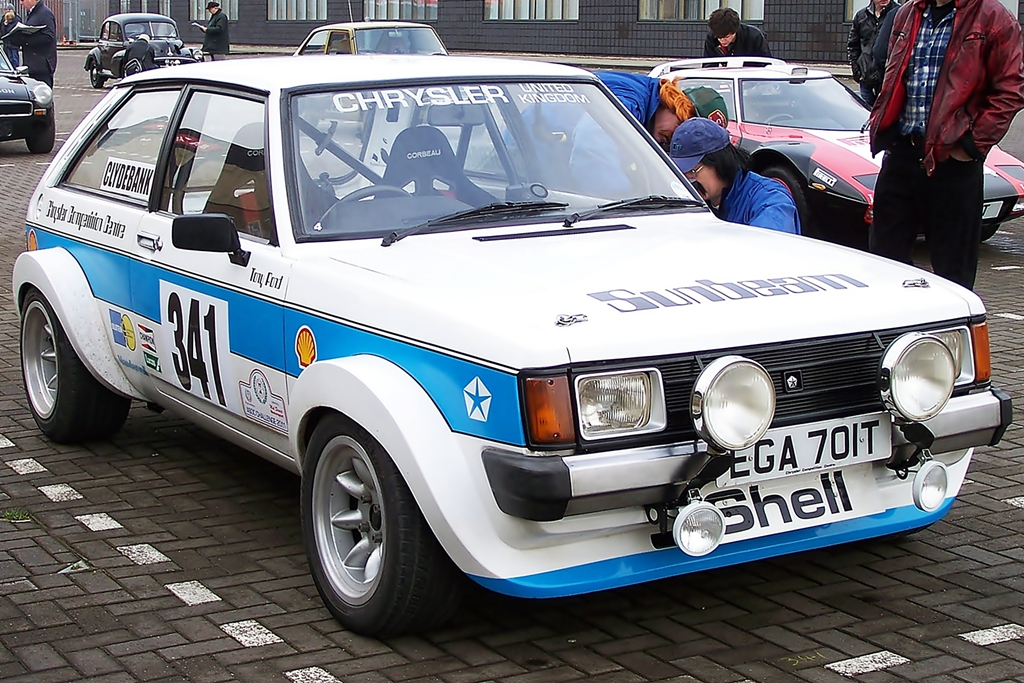
Talbot Sunbeam Lotus de Tony Pond au rallye classique de Monte-Carlo de 2012.
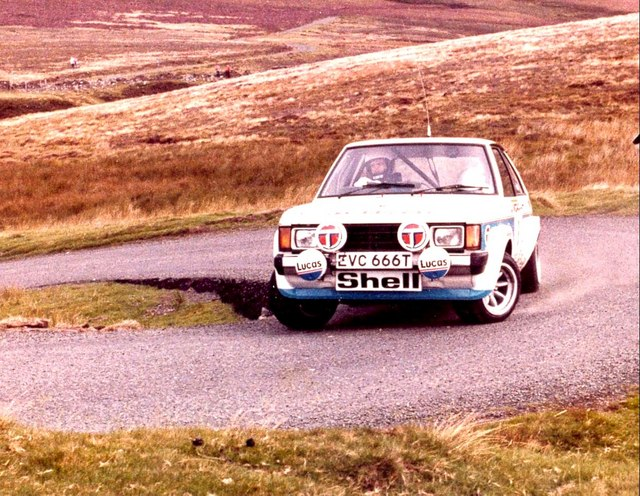
La voiture de Tony Pond au rallye de l'île de Man, en 1979.
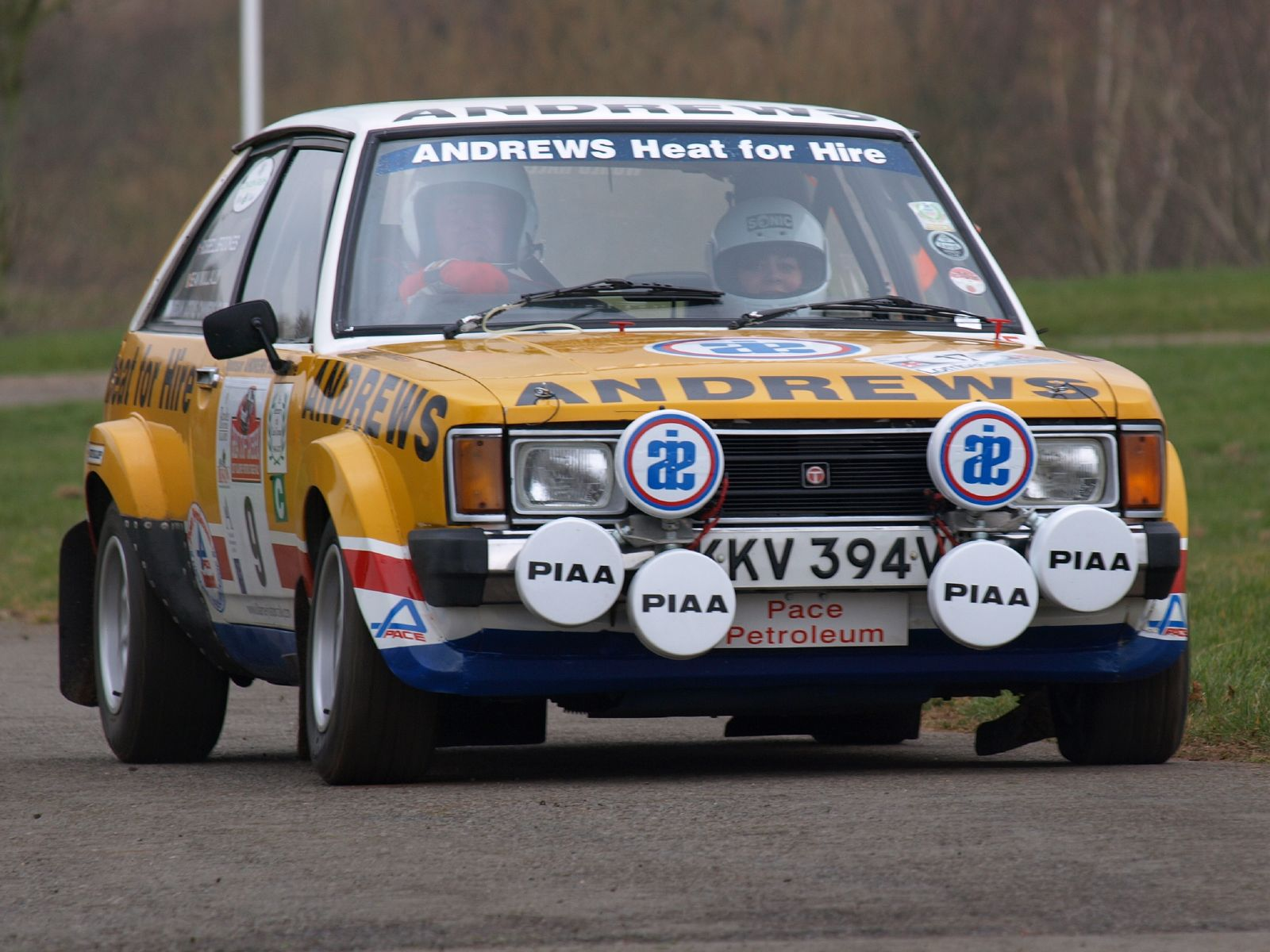
La voiture de Russell Brookes, en 1980 et 1981 pour le ERC.
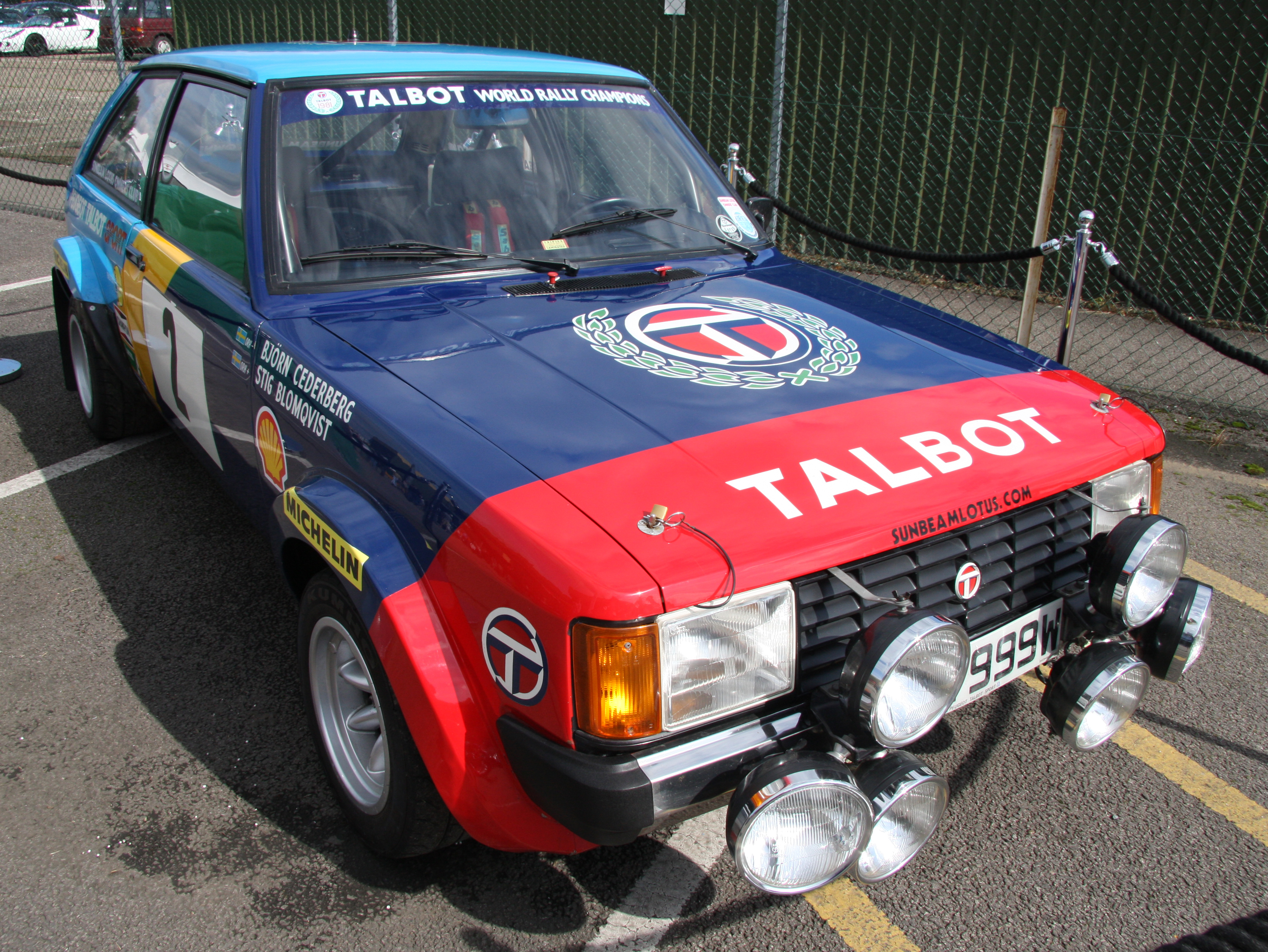
Talbot Sunbeam Lotus de Stig Blomqvist en 2008.
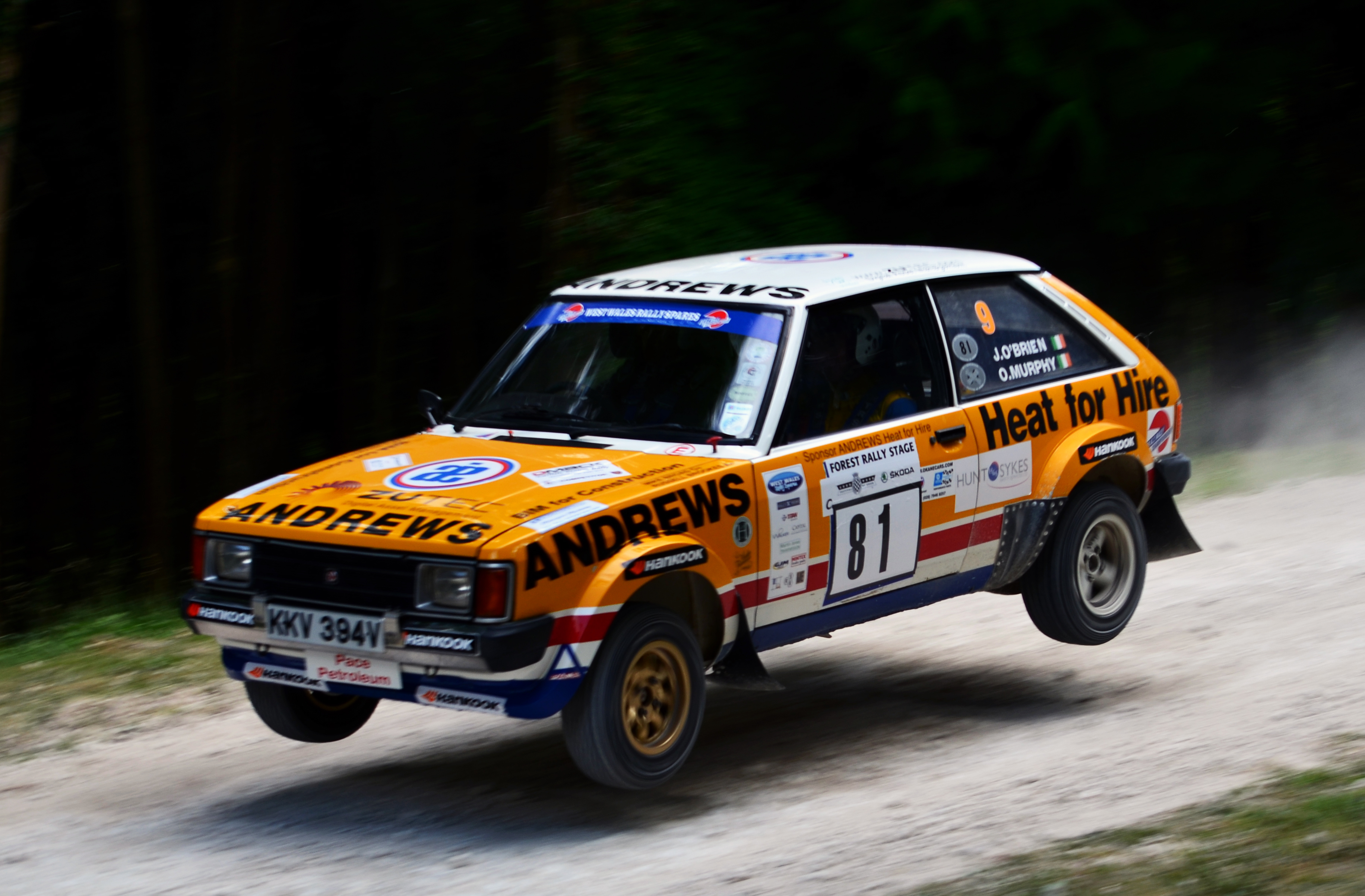
Talbot Sunbeam Lotus au festival de vitesse de Goodwood 2014.
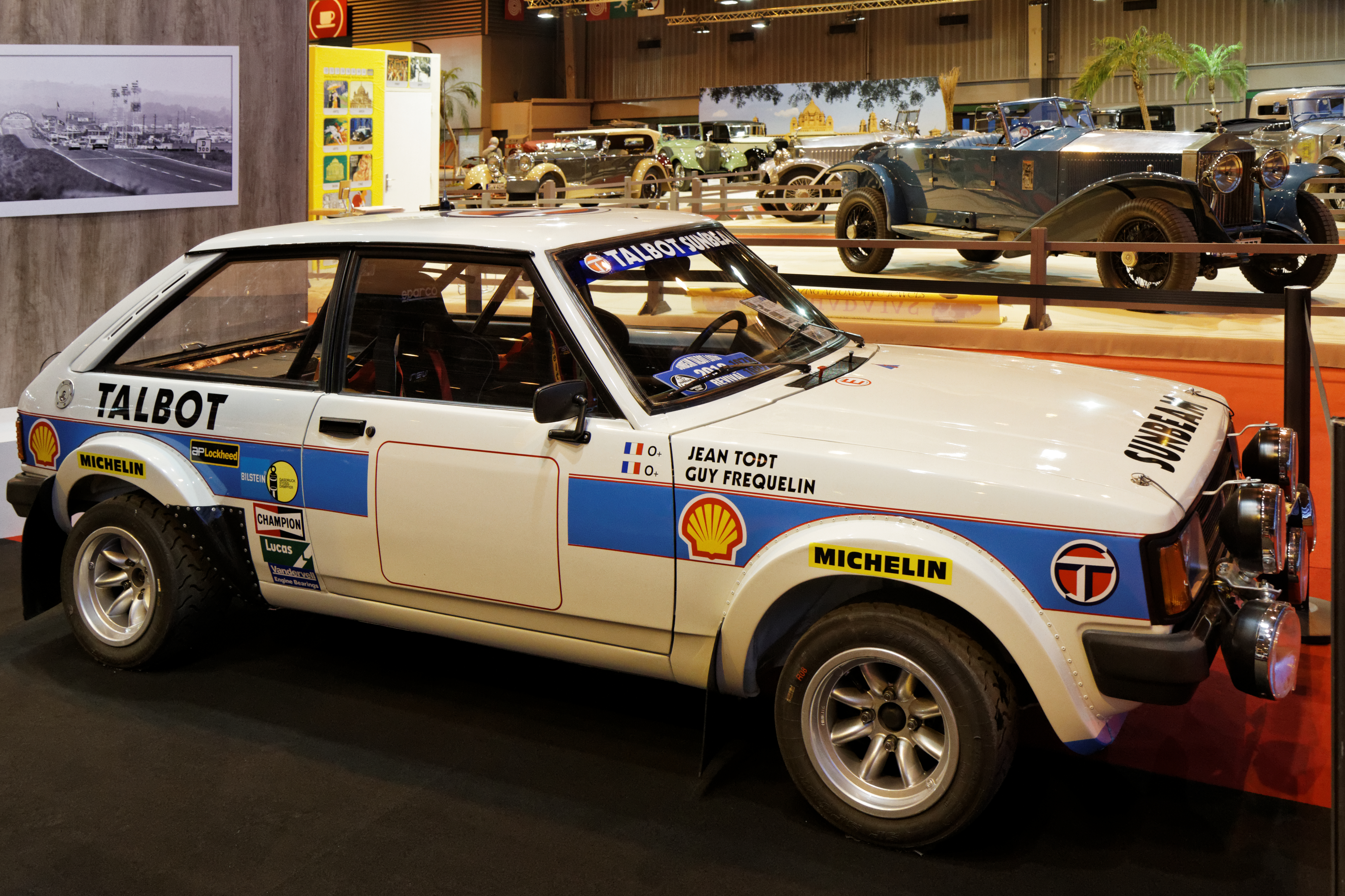
Talbot Sunbeam Lotus de Guy Fréquelin.